# 2023 w sporcie

## Styczeń
- 28 grudnia–1 stycznia – 2. edycja Turnieju Sylwestrowego w skokach narciarskich kobiet. Zwycięstwo odniosła Austriaczka Eva Pinkelnig[1].
- 2 stycznia – 15. edycja NHL Winter Classic w hokeju na lodzie w Bostonie, w stanie Massachusetts. W finale Boston Bruins pokonało Pittsburg Pinguins 2:1[2].
- 15 grudnia–3 stycznia – 39. Mistrzostwa Świata w dartach federacji PDC w Londynie. W finale Michael Smith pokonał 7:4 Holendra Michaela van Gerwena. To pierwszy tytuł w karierze Anglika[3].
- 28 grudnia–6 stycznia – 71. Turniej Czterech Skoczni w skokach narciarskich. Zwycięstwo odniósł Norweg Halvor Enger Granerud. Drugie miejsce zajął Polak Dawid Kubacki, natomiast trzecie Słoweniec Anze Lanisek[4].
- 6 stycznia – Polka Dominika Stelmach pobiła rekord świata w biegu 12-godzinnym, przebiegając łącznie 152 kilometry[5].
- 29 grudnia–8 stycznia – 1. edycja tenisowego turnieju United Cup, czyli nieoficjalnych Mistrzostw Świata mikstów w tenisie ziemnym w Australii. W finale Amerykanie (w składzie: Madison Keys, Taylor Fritz, Jessica Pegula i Frances Tiafoe) pokonali Włochów (w składzie: Martina Trevisan, Lorenzo Musetti, Matteo Berrettini i Lucia Bronzetti) 4:0[6]. Reprezentacja Polski (w składzie: Iga Świątek, Hubert Hurkacz, Kacper Żuk, Alicja Rosolska i Łukasz Kubot) dotarła do półfinału turnieju[7].
- 31 grudnia–8 stycznia – 17. edycja Tour de Ski w biegach narciarskich. Wśród mężczyzn najlepszy okazał się po raz trzeci w karierze Norweg Johannes Høsflot Klæbo[8], natomiast u kobiet po raz pierwszy Szwedka Frida Karlsson. Klæbo triumfował również w klasyfikacji punktowej. Wśród kobiet zwycięstwo odniosła jego rodaczka Tiril Udnes Weng[9].
- 6–8 stycznia – 120. Mistrzostwa Europy w łyżwiarstwie szybkim w wieloboju w Norwegii. Zmagania zdominowali reprezentanci Holandii. W konkurencjach sprinterskich po tytuły mistrzowskie sięgnęli Merijn Scheperkamp i Jutta Leerdam[10], natomiast w wieloboju Patrick Roest i Antoinette Rijpma-de Jong[11].
- 31 grudnia–15 stycznia – 45. Rajd Dakar w Arabii Saudyjskiej. W klasyfikacji samochodów terenowych po raz piąty triumfowali Katarczyk Nasser Al-Attiyah wraz z francuskim pilotem Mathieu Baumel (Toyota GR DKR Hilux). W rywalizacji motocyklistów po raz drugi w karierze najlepszy okazał się Argentyńczyk Kevin Benavides (KTM 450 Rally Factory Replica). W zmaganiach quadowców zwycięstwo sprzed roku obronił Francuz Alexandre Giroud (Yamaha Raptor 700), natomiast w klasyfikacji lekkich samochodów terenowych Amerykanin Austin Jones wraz z brazylijskim pilotem Gustavo Gugelminem (Can-Am Maverick XRS). W rywalizacji samochodów UTV najlepsi okazali się Polak Eryk Goczał i Hiszpan Oriol Mena (Can-Am Maverick XRS), Trzecie miejsce zajęła polska załoga – Marek Goczał i Maciej Marton. W zmaganiach ciężarówek triumf odniosła holenderska załoga w Iveco PowerStar – Holender, kierowca Janus van Kasteren, Polak, pilot Dariusz Rodewald oraz Holender, mechanik Marcel Snijders. W kategorii samochodów klasycznych (dawnych) najlepsi okazali się reprezentanci Hiszpanii, Juan Morera i Lidia Ruba (Toyota HDJ80). Reprezentant RPA Charan Moore zwyciężył natomiast w klasyfikacji samochodów oryginalnych (Husqvarna 450 Rally)[12].
- 8–15 stycznia – 49. edycja snookerowego turnieju Masters w Londynie. W finale Anglik Judd Trump pokonał Walijczyka Marka Williamsa 10:8. To drugi tytuł w karierze Brytyjczyka. Trump wraz z Williamsem i Irańczykiem Hosseinem Vafaeiem uzyskali również najwyższego brejka turnieju (143 punkty)[13].
- 13–15 stycznia
  - 27. Mistrzostwa Europy w short tracku w Gdańsku. W klasyfikacji medalowej triumf odnieśli reprezentanci Holandii. Drugie miejsce zajęli Belgowie, natomiast trzecie Włosi[14]. Czwartą pozycję ex-aequo z Węgrami zajęli Polacy. Srebro w wyścigu na 500 metrów zdobyła Natalia Maliszewska, natomiast brąz męska sztafeta w rywalizacji na 5000 metrów (w składzie: Paweł Adamski, Łukasz Kuczyński, Michał Niewiński i Diané Sellier)[15].
  - 25. edycja Pucharu Kontynentalnego w hokeju na lodzie we francuskim Angers. Po tytuł mistrzowski sięgnęli hokeiści słowackiego klubu HK Nitra[16].
- 14–15 stycznia – 54. Mistrzostwa Europy w saneczkarstwie na torach lodowych w łotewskiej Siguldzie. W rywalizacji jedynek zwycięstwo odnieśli reprezentanci Niemiec – Max Langenham[17] i Anna Berreiter[18]. W dwójkach mężczyzn po wygraną sięgnęli ich rodacy – Tobias Wendl i Tobias Arlt[17]. Reprezentujące Włochy Andrea Vötter i Marion Oberhofer zwyciężyły w dwójkach kobiet[17]. Łotysze (w składzie: Elīna Ieva Vītola, Kristers Aparjods oraz Mārtiņš Bots i Roberts Plūme) natomiast triumfowali w rywalizacji sztafet[18].
- 15–17 stycznia – 1. edycja kolarskiego wyścigu kobiet Tour Down Under w Australii. Najlepsza okazała się Australijka Grace Brown[19].
- 6–22 stycznia – 46. Halowe Mistrzostwa Świata w bowls w angielskim Norfolk. Po tytuły mistrzowskie w grze pojedynczej sięgnęli reprezentanci Anglii – Jamie Walker[20] i Katherine Rednall (po raz piąty)[21]. W grze podwójnej triumf odnieśli ich rodacy – Greg Harlow i Nick Brett[22]. Najlepsi w mikście okazali się natomiast Szkot Stewart Anderson i Walijka Ceri Ann Glen[23].
- 12–22 stycznia – XIII Zimowa Uniwersjada w amerykańskim Lake Placid. W klasyfikacji medalowej triumf odnieśli Japończycy. Drugie miejsce zajęli reprezentanci Korei Południowej, natomiast trzecie Kanady[24]. Reprezentacja Polski zdobyła siedemnaście medali – pięć złotych, sześć srebrnych i sześć brązowych – i w klasyfikacji zajęła piątą pozycję[24].
- 16–22 stycznia:
  - 57. Mistrzostwa Europy w bobslejach i skeletonie w niemieckim Altenbergu. Najlepszymi skeletonistami zostali Brytyjczyk Matt Weston[25] i Niemka Tina Hermann[26]. Reprezentantka Niemiec Laura Nolte sięgnęła po raz pierwszy po tytuł w jedynce[27] oraz po raz drugi w dwójce (wraz z rodaczką Neele Schuten). W dwójkach mężczyzn triumf odnieśli ich rodacy, Johannes Lochner i Erec Bruckert[27]. W czwórkach mężczyzn najlepsi okazali się natomiast Brytyjczycy (w składzie: Brad Hall, Arran Gulliver, Taylor Lawrence i Greg Cackett)[28].
  - 9. edycja snookerowego turnieju World Grand Prix w angielskim Cheltenham. W finale reprezentant Irlandii Północnej, Mark Allen, pokonał Anglika Judda Trumpa 10:9. Allen uzyskał także najwyższego brejka turnieju (141 punkty)[29].
- 17–22 stycznia – 23. edycja kolarskiego wyścigu Tour Down Under w Australii. Zwycięstwo odniósł Australijczyk Jay Wine z ekipy UAE Team Emirates, która wygrała klasyfikację drużynową. W klasyfikacji górskiej triumfował Duńczyk Mikkel Frølich Honoré (EF Education–EasyPost), w młodzieżowej Amerykanin Magnus Sheffield (Ineos Grenadiers), natomiast w sprinterskiej Australijczyk Michael Matthews (Team Jayco–AlUla)[30].
- 25–28 stycznia – 14. edycja snookerowego turnieju Shoot-Out w angielskim Leicester. W finale Anglik Chris Wakelin pokonał Belga Julienia Leclercqa 1:0 (119:0)[31].
- 28 stycznia – 1. edycja kolarskiego wyścigu kobiet Cadel Evans Great Ocean Road Race w Australii. Zwycięstwo odniosła Holenderka Loes Adegeest[32].
- 11–29 stycznia – 28. Mistrzostwa Świata w piłce ręcznej mężczyzn w Polsce i Szwecji. W finale Duńczycy pokonali Francuzów 34:29. To trzeci tytuł z rzędu w historii tej reprezentacji[33]. Brązowy medal wywalczyli Hiszpanie, którzy wygrali ze Szwedami 39:36[34]. MVP turnieju i królem strzelców z dorobkiem sześćdziesięciu goli został Duńczyk Mathias Gidsel, natomiast jego rodak Simon Pytlick został wybrany najlepszym lewym rozgrywającym. Wyróżnieni zostali również Hiszpanie, Ángel Fernández Pérez (lewoskrzydłowy) i Alex Dujshebaev (prawy rozgrywający), Francuzi, Nedim Remili (środkowy rozgrywający) i Ludovic Fabregas (obrotowy), Niemcy, Andreas Wolff (bramkarz) i Juri Knorr (młody piłkarz) oraz Szwed Niclas Ekberg (prawoskrzydłowy).
- 13–29 stycznia – 15. Mistrzostwa Świata w hokeju na trawie mężczyzn w Indiach. W finale reprezentanci Niemiec pokonali Belgów 3:3 (5:4 w rzutach karnych). To trzeci tytuł w historii tego kraju. Brązowy medal wywalczyli Australijczycy, którzy wygrali z Holendrami 3:1. Najbardziej wartościowym zawodnikiem turnieju został Niemiec Niklas Wellen, natomiast królem strzelców z dorobkiem dziewięciu bramek Australijczyk Jeremy Hayward. Wyróżniono również Belga Vincenta Vanascha (bramkarz) i reprezentanta Republiki Południowej Afryki Mustaphę Cassiema. Belgowie zdobyli nagrodę „Fair Play”[35].
- 16–29 stycznia – 111. edycja wielkoszlemowego turnieju tenisowego Australian Open. W grze pojedynczej po zwycięstwo sięgnęli Serb Novak Đoković (po raz dziesiąty)[36] i Białorusinka Aryna Sabalenka[37]. W deblu najlepsi okazali się Australijczycy, Rinky Hijikata i Jason Kubler[38] oraz Czeszki, Barbora Krejčíková i Kateřina Siniaková[39]. W mikście triumf odniosła brazylijska para, Rafael Matos i Luisa Stefani[40]. Magda Linette dotarła do półfinału gry pojedynczej[41], natomiast Jan Zieliński do finału miksta[42].
- 23–29 stycznia – 114. Mistrzostwa Europy w łyżwiarstwie figurowym w fińskim Espoo. Wśród solistów najlepsi okazali się Francuz Adam Siao Him Fa[43] i Gruzinka Anastazja Gubanowa[44]. Po tytuły mistrzowskie w duetach sięgnęli reprezentanci Włoch – w zmaganiach par sportowych zwycięstwo odnieśli Niccolò Macii i Sara Conti[45], natomiast w rywalizacji par tanecznych Marco Fabbri i Charlène Guignard[46].
- 25–29 stycznia – 30. Mistrzostwa Europy w biathlonie w Szwajcarii. Klasyfikację medalową wygrała reprezentacja Norwegii. Drugie miejsce zajęli Niemcy, natomiast trzecie Ukraińcy[47].
- 26–29 stycznia – 1. edycja World Beach Pro Tour w siatkówce plażowej w katarskiej Dausze. Wśród mężczyzn najlepsi okazali się Norwegowie w składzie: Anders Mol i Christian Sørum[48], natomiast u kobiet reprezentantki Stanów Zjednoczonych (w składzie: Sara Hughes i Kelly Cheng)[49]. Drugie miejsce zajęli Michał Bryl i Bartosz Łosiak[48].
- 27–29 stycznia – 10. edycja turnieju Nordic Combined Triple w kombinacji norweskiej w austriackim Seefeld. Zwycięstwo odniósł Austriak Johannes Lamparter[50].
- 28–29 stycznia:
  - 52. Mistrzostwa Świata w saneczkarstwie na torach lodowych w niemieckim Oberhofie. Zmagania zdominowali reprezentanci Niemiec, którzy wywalczyli osiem z dziewięciu możliwych do zdobycia złotych medali. Tylko w jedynkach mężczyzn triumf odniósł Austriak Jonas Müller[51]. Pozostałe medale wywalczyli Felix Loch (sprint)[52], Anna Berreiter (wyścig długi)[53], Dajana Eitberger (sprint)[52], Toni Eggert i Sascha Benecken (dwójka)[54] oraz Jessica Degenhardt i Cheyenne Rosenthal[55]. Berreiter, Eggert, Benecken i Max Langenham zwyciężyli również w sztafecie mieszanej[56].
  - 32. edycja Race of Champions. Po raz czwarty w karierze po zwycięstwo sięgnął Szwed Mattias Ekström. Puchar Narodów wywalczyli Norwegowie – Petter i Oliver Solvergowie[57].
  - 7. edycja kolarskiego wyścigu Cadel Evans Great Ocean Road Race w Australii. Najlepszy okazał się Niemiec Marius Mayrhofer z holenderskiej grupy Team DSM[58].
  - Halowe Mistrzostwa Europy w wioślarstwie we Francji. W klasyfikacji medalowej triumf odniosła reprezentacja Wielkiej Brytanii[59].

## Luty
- 4 lutego – 65. edycja Meczu Gwiazd NHL w amerykańskim mieście Sunrise, w stanie Floryda. W finale drużyna Atlantic Division pokonała rywali z Metropolitan Division 7:5. MVP turnieju został Amerykanin Matthew Tkachuk[60].
- 26 stycznia-5 lutego – 66 Mistrzostwa Świata w bobslejach i skeletonie w szwajcarskim Sankt Moritz. Zmagania zdominowali reprezentanci Niemiec, którzy zdobyli sześć z siedmiu możliwych do zdobycia złotych medali. W skeletonie po tytuły mistrzowskie sięgnęli Brytyjczyk Max Weston[61] i Suzanne Kreher[62]. Niemka wspólnie z Christopherem Grotheerem okazała się najlepsza także w mikście[63]. W rywalizacji monobobów zwycięstwo odniosła Laura Nolte[64]. W zmaganiach dwójek triumf odnieśli Johannes Lochner i Georg Fleischhauer[65] oraz Kim Kalicki i Leonie Fibig[66]. W skład zwycięskiej czwórki bobslejowej wchodzili Francesco Friedrich, Thorsten Margis, Candy Bauer i Alexander Schüller[67].
- 1–5 lutego – 17. edycja snookerowego turnieju German Masters w Berlinie. W angielskim finale Alister Carter pokonał Toma Forda 10:3. To drugi tytuł w karierze Brytyjczyka. Maksymalnego brejka uzyskał ich rodak Robert Milkins[68].
- 3–5 lutego
  - 74. Mistrzostwa Świata w kolarstwie przełajowym w holenderskim Hoogerheide. Wśród mężczyzn najlepszy okazał się Holender Mathieu van der Poel (po raz piąty)[69], natomiast u kobiet jego rodaczka Fem van Empel[70]. Reprezentacja gospodarzy wygrała także sztafetę drużyn mieszanych (w składzie: van Empel, Ryan Kamp, Tibor Del Grosso, Leonie Bentveld, Guus van den Eijnden i Lauren Molengraaf)[71].
  - Mistrzostwa Świata w street skateboardingu w Zjednoczonych Emiratach Arabskich. Najlepsi okazali się Francuz Aurelien Giraud[72] i Brazylijka Rayssa Leal[73].
- 5 lutego – 78. edycja Pro Bowl w futbolu amerykańskim w amerykańskim Summerlin South, w stanie Nevada. W finale zawodnicy reprezentujący National Football Conference pokonali rywali z American Football Conference 35:33[74].
- 1–11 lutego – 19. edycja Klubowych Mistrzostw Świata w piłce nożnej mężczyzn w Maroko. W finale zawodnicy Realu Madryt pokonali rywali z saudyjskiego Al-Hilal 5:3. To piąte trofeum w historii tego klubu, który wywalczył także nagrodę Fair Play. W pojedynku o trzecie miejsce lepsi okazali się piłkarze Flamengo, którzy pokonali zawodników egipskiego Al-Ahly 4:2. Złotą Piłkę dla najlepszego piłkarza turnieju zdobył Brazylijczyk Vinícius Júnior, natomiast królem strzelców z czterema golami został jego rodak Pedro[75].
- 5–11 lutego
  - 6. Halowe Mistrzostwa Świata w hokeju na trawie mężczyzn w południowoafrykańskiej Pretorii. Tytuł mistrzowski obronili Austriacy, którzy w finale pokonali Holendrów w rzutach karnych 3:2 (4:4 w regulaminowym czasie gry). Podobnym stosunkiem bramek zakończył pojedynek o trzecie miejsce, w trakcie którego reprezentanci Iranu okazali się lepsi od Amerykanów. MVP turnieju został Austriak Fabian Unterkircher, natomiast królem strzelców jego rodak Michael Körper (17 bramek). Najlepszym bramkarzem turnieju wybrano innego z Austriaków, Mateusza Szymczyka, natomiast młodym graczem reprezentanta RPA, Mustaphę Cassiema[76].
  - 6. Halowe Mistrzostwa Świata w hokeju na trawie kobiet w południowoafrykańskiej Pretorii. Po raz trzeci w historii po mistrzostwo sięgnęły Holenderki, które w finale pokonały Austriaczki 7:0. Brązowy medal wywalczyły Czeszki, które wygrały z reprezentantkami RPA 3:1. Najbardziej wartościową zawodniczką turnieju, a zarazem królową strzelczyń (17 goli), została Holenderka Donja Zwinkels. Bramkarką turnieju wybrano Czeszkę Barborę Čechákovą, natomiast młodą zawodniczką Amerykankę Reese D'Ariano[77].
- 10–11 lutego – Finał Ligi Mistrzów w kortfballu w Holandii. Zwycięstwo odniosła holenderska drużyna PKC/Vertom, którzy w finale pokonali rywali z Fortuny/Delta Logistiek 19:10[78].
- 10–12 lutego – 24. Mistrzostwa Świata w saneczkarstwie na torach naturalnych we włoskim Deutschnofen. Zmagania zdominowali reprezentanci Włoch. Alex Gruber i Evelin Lanthaler zwyciężyli w zmaganiach indywidualnych oraz wspólnie w mikście. W rywalizacji dwójek najlepsi okazali się Patrick i Matthias Lambacherowie[79].
- 21 stycznia–12 lutego – 1. edycja turnieju German Trophy. Po wygraną sięgnął Austriak Johannes Lamparter[80].
- 5–12 lutego – 5. Mistrzostwa Świata w Park Skateboardingu w Zjednoczonych Emiratach Arabskich. Najlepsi okazali się Amerykanin Jagger Eaton i Brytyjka Sky Brown[81].
- 9–12 lutego – 1. edycja kolarskiego wyścigu kobiet UAE Tour w Zjednoczonych Emiratach Arabskich. Zwycięstwo odniosła Włoszka Elisa Longo Borghini[82].
- 10–12 lutego – 32. edycja Klubowych Mistrzostw Świata w koszykówce mężczyzn w hiszpańskiej San Cristóbal de La Laguna. W finale zawodnicy hiszpańskiej Lenovo Teneryfy pokonali rywali z brazylijskiego São Paulo FC 89:68. To trzeci tytuł w historii tego klubu. Brązowy medal zdobyli koszykarze amerykańskiego Rio Grande Valley Vipers, którzy wygrali z tunezyjskiego US Monastyr 107:84[83].
- 7–12 lutego – 24. Mistrzostwa Czterech Kontynentów w łyżwiarstwie figurowym w amerykańskim Colorado Springs. Wśród solistów najlepsi okazali się Japończyk Kao Miura i reprezentantka Korei Południowej Lee Hae-in. W rywalizacji par sportowych triumf odnieśli Japończycy, Riku Miura i Ryuichi Kihara. W zmaganiach par tanecznych po raz trzeci w karierze po zwycięstwo sięgnęli Amerykanie, Madison Chock i Evan Bates[84].
- 8–12 lutego – 14. Mistrzostwa Europy w kolarstwie torowym w szwajcarskim Grenchen. Klasyfikację medalową wygrała reprezentacja Niemiec. Drugie miejsce zajęli Brytyjczycy, natomiast trzecie Holendrzy[85]. Polacy sięgnęli po cztery medale. Daria Pikulik wywalczyła srebro w omnium[86] oraz brąz w scratchu[87]. Srebrny medal zdobyli również Mateusz Rudyk (sprint)[88] i Patryk Rajkowski (keirin)[89].
- 12 lutego
  - zakończył się 25. sezon Pucharu Świata w short tracku. Po kryształowe kule sięgnęli reprezentanci Korei Południowej, Park Ji-won (1000 i 1500 metrów) i Kim Gi-li (1500 metrów), Kazach Dienis Nikisza (500 metrów) oraz Holenderki, Xandra Velzeboer (500 metrów) Suzanne Schulting (1500 metrów)W klasyfikacji drużynowej triumf odnieśli zarówno Kanadyjczycy (sztafeta na 5000 metrów), jak i Kanadyjki (sztafeta na 3000 metrów). Reprezentanci Korei Południowej wygrali klasyfikację drużynową w wyścigu na 2000 metrów. W rywalizacji na 500 metrów drugie miejsce w klasyfikacji generalnej zajęła Natalia Maliszewska, natomiast trzecie Diané Sellier[90].
  - LVII Super Bowl w futbolu amerykańskim w Glendale, w stanie Arizona. Po raz drugi w historii po tytuł mistrzowski sięgnęli zawodnicy Kansas City Chiefs, którzy pokonali rywali z Philadelphia Eagles 38:35. MVP turnieju został amerykański rozgrywający Patrick Mahomes[91].
  - Brytyjka Joanna Zakrzewski ustanowiła nowy rekord świata w biegu 48-godzinnym. W trakcie ultramaratonu w Tajpej przebiegła łącznie 411 kilometrów i 458 metrów[92].
  - Francuz Jimmy Gressier pobił rekord Europy w biegu ulicznym na 5 kilometrów. Podczas zawodów w Monako uzyskał rezultat 13 minut i 12 sekund[93].
- 15 lutego – Etiopczyk Lamecha Girma rezultatem 7 minut, 23 sekund i 81 setnych sekundy poprawił lekkoatletyczny rekord świata w biegu na 3000 metrów. Na tych samych zawodach rekord Europy pobił Hiszpan Mohamed Katir, który pobiegł z czasem 7 minut, 23 sekund i 68 setnych sekundy. Mityng odbył się we francuskim Arena Stade Couvert de Liévin[94].
- 17 lutego
  - Zakończył się 37. sezon Pucharu Świata w skeletonie. Po kryształowe kule sięgnęli reprezentanci Niemiec – Christopher Grotheer[95] i Tina Hermann (po raz drugi)[96].
  - Zakończył się sezon Pucharu Europy w skeletonie. Najlepsi okazali się Niemiec Stefan Röttig[97] i Brytyjka Freya Tarbit[98]
- 13–18 lutego – 21. edycja turnieju WTA 500 w tenisie ziemnym kobiet w Dausze. W grze pojedynczej zwycięstwo odniosła Polka Iga Świątek[99], natomiast w deblu Amerykanki, Coco Gauff i Jessica Pegula[100].
- 14–18 lutego – 27. Mistrzostwa Europy drużyn mieszanych w badmintonie we francuskim Aire-sur-la-Lys. W finale Duńczycy pokonali Francuzów 3:2. Brązowe medale wywalczyli Niemcy i Anglicy[101].
- 18 lutego
  - 44. Mistrzostwa Świata w biegach przełajowych w australijskim Bathurst. Klasyfikację medalową wygrali Kenijczycy. Drugie miejsce zajęli Etiopczycy, natomiast trzecie Ugandyjczycy[102].
  - 8. finał Ligi Mistrzów w hokeju na lodzie mężczyzn w szwedzkiej Lulei. Po pierwsze mistrzostwo sięgnęli zawodnicy fińskiego Tappara Tampere, którzy pokonali szwedzką Luleę HF 3:2. MVP turnieju został Fin Christian Heljanko, natomiast królem strzelców z dwudziestoma dwoma trafieniami Amerykanin Ryan Lasch[103].
  - Amerykanin Ryan Crouser, rezultatem 23,38 metrów, poprawił halowy rekord świata w pchnięciu kulą w trakcie krajowego mityngu w Pocatello[104].
  - 8. finał NHL Stadium Series w hokeju na lodzie w amerykańskim mieście Colorado Springs. Zwycięstwo odnieśli zawodnicy Los Angeles Kings, którzy pokonali rywali z Colorado Avalanche 3:1[105].
  - Zakończył się sezon Pucharu Europy w bobslejach. Rywalizację zdominowali reprezentanci Niemiec. W rywalizacji monobobów[106] i kombinacji[107] kobiet triumf odniosła Maureen Zimmer. W dwójkach kobiet najlepsza okazała się Diana Filipszki[108]. W dwójkach[109], czwórkach[110] i kombinacji[111] mężczyzn po zwycięstwo sięgnął Nico Semmler.
  - Zakończył się sezon Pucharu Interkontynentalnego w skeletonie. Wśród mężczyzn najlepszy okazał się Niemiec Alexander Gassner[112], natomiast u kobiet jego rodaczka Jacqueline Lölling[113].
- 8–19 lutego – 53. Mistrzostwa Świata w biathlonie w niemieckim Oberhofie. Reprezentacja Norwegii okazała się najlepsza w klasyfikacji medalowej. Drugie miejsce zajęli Szwedzi, natomiast trzecie Francuzi[114].
- 13–19 lutego – 32. edycja snookerowego turnieju Welsh Open w walijskim Llandudno. W angielskim finale Robert Milkins pokonał Shauna Murphy’ego 9:7. Murphy jako jedyny osiągnął w trakcie turnieju maksymalnego brejka (147 punktów)[115].
- 16–19 lutego – 47. Mistrzostwa Świata w narciarstwie alpejskim we francuskich miastach Courchevel i Méribel. Klasyfikację medalową wygrała reprezentacja Szwajcarii. Drugie miejsce zajęła Norwegia, natomiast trzecie Stany Zjednoczone[116].
- 19 lutego
  - Zakończył się 38. sezon Pucharu Świata w łyżwiarstwie szybkim. Po kryształowe kule sięgnęli reprezentanci Holandii, Hein Otterspeer (1000 metrów)[117], Kjeld Nuis (1500 metrów)[118] i Beau Snellink (długie dystanse)[119], Kanadyjczycy, Laurent Dubreuil (500 metrów)[120] i Ivanie Blondin (bieg masowy)[121], Japonka Miho Takagi (1000 i 1500 metrów)[122][123], Belg Bart Swings (bieg masowy)[124], Norweżka Ragne Wiklund (długie dystanse)[125] oraz reprezentantka Korei Południowej Kim Min-sun (500 metrów)[126]. W rywalizacji drużyn pościgowych najlepsi okazali się Amerykanie[127] i Kanadyjki[128]. Polacy zajęli piąte miejsce. W zmaganiach drużyn sprinterskich po wygraną sięgnęli Holendrzy[129] i Amerykanki[130]. Polki zajęły czwartą, natomiast Polacy piątą pozycję.
  - Zakończył się 39. sezon Pucharu Świata w bobslejach. W dwójkach mężczyzn zwycięstwo odniósł Niemiec Jochannes Lochner (wspólnie z Georgiem Fleischhauerem i Ereciem Bruckertem)[131]. W czwórkach mężczyzn i kombinacji najlepszy okazał się jego rodak Francesco Friedrich (wspólnie z Candym Bauerem, Thorstenem Margisem i Alexandrem Schüllerem)[132][133]. W dwójkach kobiet po wygraną sięgnęła ich rodaczka Laura Nolte (wspólnie z Neele Schuten)[134]. W rywalizacji monobobów i kombinacji triumf odniosła Kallie Humphries[135][136].
  - Zakończył się 31. sezon Pucharu Świata w saneczkarstwie na torach naturalnych. W klasyfikacji indywidualnej triumf odnieśli Austriak Thomas Kammerlander (po raz piąty)[137] i Włoszka Evelin Lanthaler (po raz szósty)[138]. W dwójkach mężczyzn znajlepsi okazali się reprezentanci Włoch – Patrick i Matthias Lambacherowie[139]. Puchar Narodów wywalczyła reprezentacja Włoch[140]
  - Holenderka Femke Bol, wynikiem 49,26 sekundy, poprawiła halowy rekord świata w biegu na 400 metrów podczas mistrzostw kraju w holenderskim Apeldoorn[141].
  - 73. edycja Meczu Gwiazd NBA w koszykówce mężczyzn w Salt Lake City. W finale Team Giannis pokonał Team LeBrona 184:175. Za najbardziej wartościowego zawodnika meczu uznano Amerykanina Jaysona Tatuma[142].
  - 65. edycja prestiżowego wyścigu NASCAR Daytona 500. Po pierwsze w karierze zwycięstwo sięgnął Amerykanin Ricky Stenhouse Jr. z ekipy JTG Daugherty Racing[143].
- 24 lutego – Zakończył się sezon Pucharu Narodów w saneczkarstwie na torach lodowych. W rywalizacji zwycięstwo odnieśli Rumun Valentino Cretu[144] i Austriaczka Lisa Schulte[145]. W zmaganiach dwójek po wygraną sięgnęli Słowacy, Tomáš Vaverčák i Matej Zmij[146] oraz Austriaczki, Selina Egle i Lara Kipp[147].
- 11–25 lutego – 26. Mistrzostwa Europy w rugby union kobiet w Holandii, Szwecji i Hiszpanii. W finale Hiszpanki pokonały Szwedki 90:5[148].
- 25 lutego
  - Zakończył się 51. sezon Pucharu Świata w narciarstwie dowolnym. Po kryształowe kule sięgnęli Kanadyjczycy, Mikaël Kingsbury (jazda po muldach[149], jazda po muldach podwójnych[150], klasyfikacja ogólna w jeździe po muldach)[151], Reece Howden (ski cross)[152] i Rachael Karker (halfpipe)[153], Norwedzy, Birk Ruud (klasyfikacja ogólna Park&Pipe[154], slopestyle[155] oraz Big Air[156]) i Johanne Killi (klasyfikacja ogólna Pipe&Park[157] oraz slopestyle[158]), Francuzki, Perrine Laffont (klasyfikacja ogólna w jeździe po muldach[159] oraz jazda po muldach podwójnych[160]) i Tess Ledeux (Bir Air[161]), Australijki, Jakara Anthony (jazda po muldach[162]) i Danielle Scott (skoki akrobatyczne[163]), Szwedka Sandra Näslund (ski cross[164]), Amerykanin Birk Irving (halfpipe[165]) oraz Szwajcar Noé Roth (skoki akrobatyczne[166]). Puchar Narodów wywalczyli reprezentanci Kanady[167]
  - Szwed Armand Duplantis wynikiem 6 metrów i 22 centymetrów poprawił halowy rekord świata w lekkoatletyce podczas mityngu we francuskim Clermont-Ferrand[168].
  - 78. edycja kolarskiego wyścigu mężczyzn Omloop Het Nieuwsblad w Belgii. Wygraną odniósł Holender Dylan van Baarle z grupy Team Jumbo-Visma[169].
  - 1. edycja kolarskiego wyścigu kobiet Omloop Het Nieuwsblad w Belgii. Po zwycięstwo sięgnęła Belgijka Lotte Kopecky[170].
  - Zakończyła 8. edycja cyklu mityngów World Athletics Indoor Tour w lekkoatletyce. Zwycięstwo w klasyfikacji generalnej odnieśli reprezentanci Stanów Zjednoczonych, Grant Holloway (110 metrów przez płotki) i Aleia Hobbs (100 metrów), Brytyjczycy, Neil Gourley (1500 metrów) i Keely Hodgkinson (800 metrów), Kanadyjki, Alysha Newman (skok o tyczce) i Sarah Mitton (pchnięcie kulą), reprezentant Trynidadu i Tobago Jereem Richards (400 metrów), Nowozelandczyk Hamish Kerr, Szwed Thobias Montler (skok w dal), Etiopka Lemlem Hailu (3000 metrów) oraz Kubanka Liadagmis Povea (trójskok)[171].
  - 4. edycja prestiżowego konkursu jeździeckiego Saudi Cup w Arabii Sudyjskiej. Zwycięstwo odniosła japońska załoga – dżokej Yutaka Yoshida na koniu Panthalassa[172].
- 19–26 lutego – 24. edycja tenisowego turnieju WTA Masters 1000 w Dubaju. W grzej pojedynczej najlepsza okazała się Czeszka Barbora Krejčíková. Jej rywalką była Polka Iga Świątek[173]. Rosjanki Wieronika Kudiermietowa i Ludmiła Samsonowa triumfowały w rywalizacji deblowej[174].
- 10–26 lutego – 8. Mistrzostwa Świata w krykiecie Twenty30 kobiet w Republice Południowej Afryki. W finale Australijki pokonali reprezentantki RPA 156/6-137/6. To szósty tytuł w historii tego kraju. MVP turnieju została Australijka Ashleigh Gardner[175].
- 20–26 lutego
  - 5. edycja kolarskiego wyścigu UAE Tour w Zjednoczonych Emiratach Arabskich. W klasyfikacji generalnej oraz młodzieżowej najlepszy okazał się Belg Remco Evenepoel z grupy Soudal Quick-Step. Jego rodak Tim Merlier (Soudal Quick-Step) triumfował w klasyfikacji punktowej[176].
  - 13. edycja snookerowego turnieju Players Championship w Wolverhampton. W angielskim finale Shaun Murphy pokonał Alistera Cartera 10:4. Murphy uzyskał także najwyższego brejka turnieju (145 punktów)[177].
  - 31. edycja tenisowego turnieju Open 13 2023 ATP 250 w tenisie ziemnym mężczyzn we francuskiej Marsylii. Po zwycięstwo w grze pojedynczej sięgnął Polak Hubert Hurkacz[178], natomiast w deblu Meksykanin Santiago González i Francuz Édouard Roger-Vasselin[179].
- 25–26 lutego – 52. edycja turnieju Europa Top 16 w tenisie stołowym w szwajcarskim Montreux. Zarówno Słoweniec Darko Jorgić, jak i Niemka Han Ying, obronili tytuły mistrzowskie[180].
- 26 lutego
  - Zakończył się 46. sezon Pucharu Świata w saneczkarstwie na torach lodowych. Najwięcej zwycięstw w klasyfikacji końcowej odnieśli reprezentanci Niemiec – Felix Loch (zawody klasyczne)[181], Julia Taubitz (jedynka kobiet[182], zawody klasyczne[183] i sprint[184]), Tobiasowie Wendl i Arlt (dwójka mężczyzn[185], zawody klasyczne[186] i sprint[187]) oraz sztafeta mieszana[188]. Po pozostałe kryształowe kule sięgnęli Włosi (Dominik Fischnaller w jedynkach mężczyzn[189] i sprincie[190] oraz Andrea Vötter i Marion Oberhofer w dwójkach kobiet[191], zawodach klasycznych[192] i sprincie[193]) oraz Austriaczki (Selina Egle i Lara Michaela Kipp wygrały klasyfikację sprinterską w dwójkach kobiet[193]).
  - Zakończył się 17. sezon Indywidualnych Mistrzostw Europy w ice speedwayu. Po tytuł mistrzowski sięgnął Austriak Franz Zorn[194].

## Marzec
- 3 lutego – Belgijka Nafissatou Thiam uzyskała 5055 punktów w trakcie pięcioboju, czym pobiła halowy rekord świata w tej konkurencji. Rekordowy wynik, czyli 5014 punktów, uzyskała również Polka Adrianna Sułek. Zdarzenie miało miejsce podczas Halowych Mistrzostw Europy w lekkoatletyce w tureckim Stambule[195].
- 28 lutego-4 marca – 38. Mistrzostwa Świata kobiet w snookerze w tajskim Bangkoku. W finale Tajka Siripaporn Nuanthakhamjan pokonała Chińczyka Bai Yulu 6:3[196].
- 4 marca
  - Zakończył się 15. sezon Pucharu IBU w biathlonie. W klasyfikacji generalnej triumfowali Norweg Endre Strømsheim[197] i Szwedka Tilda Johansson[197]. Strømsheim wygrał również klasyfikację biegu indywidualnego[198], Francuzki Paula Bolet (sprint)[199] i sprintu[200]. Pozostałe punktacje wygrali inni z reprezentantów Norwegii, Martin Uldal (bieg pościgowy[201] i bieg masowy[202]), Maren Kirkeeide (supersprint)[203] oraz Marthe Kråkstad Johansen[204], a także Niemcy Lucas Fratzscher (supersprint)[205] i Lisa Maria Spark (bieg indywidualny)[206], Francuzki Paula Bolet (sprint)[199] i Gillone Guigonnat (bieg masowy)[207]. Reprezentacja Norwegii zdobyła Puchar Narodów zarówno wśród kobiet[208], jak i u mężczyzn[209], a także sięgnęła po zwycięstwo w klasyfikacji sztafet mieszanych[210].
  - 17. (9. u kobiet) edycja kolarskiego wyścigu Strade Bianche we Włoszech. Wśród mężczyzn najlepszy okazał się Brytyjczyk Thomas Pidcock z ekipy Ineos Grenadiers[211], natomiast u kobiet Holenderka Demi Vollering z SD Worx[212].
- 19 lutego-5 marca – 5. Mistrzostwa Świata w narciarstwie dowolnym i snowboardingu w gruzińskim Bakuriani. Klasyfikację medalową wygrali Austriacy. Drugie miejsce ex-aequo zajęli Kanadyjczycy i Amerykanie[213][214]. W slalomie gigancie równoległym Oskar Kwiatkowski wywalczył złoty, natomiast Aleksandra Król brązowy medal[215].
- 22 lutego-5 marca – 43. Mistrzostwa Świata w narciarstwie klasycznym w słoweńskiej Planicy. Najlepsza w klasyfikacji medalowej okazała się Norwegia, która wyprzedziła Szwecję i Niemcy[216]. Piąte miejsce zajęła reprezentacja Polski. Złoto wywalczył Piotr Żyła (skocznia normalna)[217], natomiast brąz Dawid Kubacki (skocznia duża)[218].
- 27 lutego-5 marca – 12. Mistrzostwa Świata w narciarstwie górskim w hiszpańskim Taüll. W klasyfikacji medalowej najlepsza okazała się reprezentacja Francji. Drugie miejsce zajęli Szwajcarzy, natomiast trzecie Chińczycy[219].
- 2–5 marca
  - 37. Halowe Mistrzostwa Europy w lekkoatletyce w Stambule. Klasyfikację medalową wygrała reprezentacja Norwegii, natomiast w punktowej Włoch[220]. Polacy wywalczyli siedem medali. Po srebro sięgnęli Jakub Szymański (60 metrów przez płotki)[221], Piotr Lisek (skok o tyczce)[221], Ewa Swoboda (100 metrów)[222] i Adrianna Sułek (pięciobój)[222]. Brąz wywalczyli Anna Kiełbasińska (400 metrów)[223], Sofia Ennaoui (800 metrów)[223] oraz sztafeta 4x400 metrów kobiet (w składzie: Kiełbasińska, Marika Popowicz-Drapała, Alicja Wrona-Kutrzepa i Anna Pałys)[221].
  - 22. Mistrzostwa Świata w łyżwiarstwie szybkim na dystansach w holenderskim Heerenveen. W klasyfikacji medalowej triumf odnieśli Holendrzy. Drugie miejsce zajęli Kanadyjczycy, natomiast trzecie Amerykanie[224].
- 5 marca
  - Zakończył się 6. sezon Pucharu Świata w kombinacji norweskiej kobiet. Zwycięstwo odniosła Niemka Sophia Maurus. Puchar Narodów wywalczyła reprezentacja Norwegii[225]
  - 16. edycja Maratonu Tokijskiego. Po wygraną sięgnęli Etiopczyk Gelmisa Deso i Kenijka Rosemary Wanjiru[226].
- 10 marca – Australijka Kaylee McKeown pobiła pływacki rekord świata, uzyskując wynik 2 minut, 3 sekund i 14 setnych sekundy w wyścigu na 200 metrów stylem grzbietowym. Zawody odbyły się w ramach mistrzostw stanu Nowej Południowej Walii w Sydney[227].
- 6–11 marca – 12. Mistrzostwa Świata w snookerze na sześciu czerwonych w tajskim Bangkoku. Po drugie mistrzostwo sięgnął Chińczyk Ding Junhui, który w finale pokonał Taja Thepchaiyę Un-Nooha 8:6[228].
- 11 marca – Kolarski wyścig kobiet Ronde van Drenthe w Holandii. Zwycięstwo odniosła Holenderka Lorena Wiebes[229]v.
- 5–12 marca
  - 54. Mistrzostwa Europy w strzelaniu z 10 metrów w estońskim Tallinnie. Klasyfikację medalową wygrała reprezentacja Norwegii. Drugie miejsce ex-aequo zajęli Włosi i Serbowie. Czwartą pozycję zajęła reprezentacja Polski. Złoto drużynowo zdobyły Klaudia Breś, Julita Borek i Agnieszka Korejwo (pistolet), natomiast brąz Julia Piotrowska, Natalia Kochańska i Aneta Stankiewicz (karabin)[230].
  - 81. edycja kolarskiego wyścigu Paryż-Nicea. Zwycięstwo w klasyfikacji ogólnej, punktowej i młodzieżowej odniósł Słoweniec Tadej Pogačar (UAE Team Emirates). W punktacji górskiej najlepszy okazał się Duńczyk Jonas Gregaard (Uno-X Pro Cycling Team). Klasyfikację drużynową wygrała australijska grupa Team BikeExchange Jayco[231].
- 6–12 marca – 58. edycja kolarskiego wyścigu Tirreno-Adriático we Włoszech. Zwycięstwo odniósł Słoweniec Primož Roglič (Jumbo-Visma), który okazał się najlepszy również w klasyfikacji punktowej i górskiej. Portugalczyk João Almeida (UAE Team Emirates) triumfował w klasyfikacji młodzieżowej. Klasyfikację drużynową wygrała grupa UAE Team Emirates[232].
- 9–12 marca – 50. edycja golfowego turnieju Players Championship w Ponte Vedra Beach, w stanie Floryda. Po tytuł mistrzowski sięgnął Amerykanin Scottie Scheffler[177].
- 10–12 marca – 47. Mistrzostwa Świata w short tracku w Seulu. Klasyfikację medalową wygrali Holendrzy, którzy pokonali reprezentantów Korei Południowej i Włoch[233].
- 11–12 marca – 22. edycja Zimowego Pucharu Europy w rzutach w portugalskiej Leirii. W klasyfikacji medalowej triumf odnieśli Ukraińcy. Drugie miejsce zajęli Niemcy, natomiast trzecie Portugalczycy[234].
- 5–15 marca – 16. edycja Pucharu Challenge w piłce siatkowej mężczyzn. W dwumeczu lepsza okazał się grecki Olympiakos SFP, który w dwumeczu pokonał izraelski Maccabi Yaadim Tel Awiw 3:0, 3:0[235].
- 17 marca – Zakończył się 17. sezon Pucharu Kontynentalnego w skokach narciarskich kobiet. Po wygraną sięgnęła Niemka Michelle Göbel[236].
- 4–18 marca – 24. edycja Pucharu Sześciu Narodów. Po raz piętnasty mistrzostwo wywalczyli Irlandczycy, którzy w finale pokonali Anglików 29:16. Brązowy medal wywalczyli Francuzi, którzy wygrali z Walijczykami 41:28. Najwięcej punktów zdobył Francuz Thomas Ramos (84), natomiast najwięcej przyłożeń jego rodak Damian Penaud (5)[237].
- 18 marca
  - Zakończył się 52. sezon Pucharu Europy w narciarstwie alpejskim. W klasyfikacji generalnej[238] oraz zjeździe[239] najlepsza okazała się Austriaczka Nadine Fest. Pozostały trofea wywalczyły jej rodaczka Michael Heider (supergigant)[240] oraz reprezentantki Szwecji – Moa Boström Müssener (slalom)[241] oraz Hilma Lövblom[242]
  - 114. edycja kolarskiego wyścigu Mediolan-San Remo. Zwycięstwo odniósł Holender Mathieu van der Poel z belgijskiej grupy Alpecin-Deceuninck[243].
- 4–19 marca – 53. Mistrzostwa Europy w rugby union mężczyzn. W finale Gruzini pokonali Portugalczyków 38:11. To piętnasty tytuł w historii tego kraju. Rumini sięgnęli po brązowe medale dzięki wygranej z reprezentantami Hiszpanii 31:25. Najwięcej punktów wywalczył Holender David Weersma (52), natomiast najwięcej przyłożeń Gruzin Akaki Tabutsadze (8)[244].
- 8–19 marca
  - 49. edycja turnieju Indian Wells Masters w tenisie ziemnym mężczyzn. W grze pojedynczej najlepszy okazał się Hiszpan Carlos Alcaraz[245], natomiast w deblu Hindus Rohan Bopanna i Australijczyk Matthew Ebden[246].
  - 34. edycja turnieju Indian Wells Masters w tenisie ziemnym kobiet. W singlu triumf odniosła Kazaszka Jelena Rybakina[247], natomiast w grze podwójnej Czeszki Barbora Krejčíková i Kateřina Siniaková[248]. Polka Iga Świątek dotarła w grze pojedynczej do półfinału turnieju[249].
- 10–19 marca
  - 6. edycja turnieju Raw Air w skokach narciarskich mężczyzn w Norwegii. Po wygraną sięgnął Norweg Halvor Egner Granerud[250].
  - 4. edycja turnieju Raw Air w skokach narciarskich kobiet w Norwegii. Zwycięstwo odniosła Słowenka Ema Klinec[251].
- 17–19 marca – 3. Mistrzostwa Europy w futsalu kobiet w węgierskim Debreczynie. W finale Hiszpanki pokonały Ukrainki 5:1. Brązowy medal wywalczyły reprezentantki Portugalii, które wygrał z Węgierkami 12:0. Królową strzelczyń została Belgijka Justine Gomboso (sześć goli)[252].
- 19 marca
  - Zakończył się 57. sezon Pucharu Świata w narciarstwie alpejskim mężczyzn. Kryształową kulę za wygranie klasyfikację generalną obronił Marco Odermatt. Szwajcar wygrał również rywalizację w supergigancie i slalomie gigancie. Norweg Aleksander Amodt Kilde sięgnął po małą kryształową kulę za wygranie klasyfikacji zjazdów, natomiast jego rodak Luca Braathen za triumf w zmaganiach slalomistów. Reprezentacja Szwajcarii zdobyła Puchar Narodów[253].
  - Zakończył się 57. sezon Pucharu Świata w narciarstwie alpejskim kobiet. Po raz piąty w karierze zwycięstwo w klasyfikacji generalnej cyklu odniosła Mikaela Shiffrin. Amerykanka triumfowała również w zmaganiach w punktacji slalomu giganta oraz slalomu. Małą kryształową kulę za wygranie zjazdu otrzymała Włoszka Sofia Goggia, natomiast Szwajcarka Lara Gut-Behrami zwyciężyła w supergigancie. Puchar Narodów wygrała reprezentacja Szwajcarii[254].
  - Zakończył się 46. sezon Pucharu Świata w biathlonie mężczyzn. Rywalizację zdominowali Norwegowie, którzy sięgnęli po zwycięstwo w zmaganiach sztafet mieszanych oraz Pucharze Narodów. Po raz czwarty w klasyfikacji generalnej najlepszy okazał się Johannes Thingnes Bø. Norweg zdobył również małą kryształową kulę za wygranie sprintu i biegu pościgowego. Jego rodak, Vetle Sjåstad Christiansen, triumfował w biegu indywidualnym i masowym[255].
  - Zakończył się 46. sezon Pucharu Świata w biathlonie kobiet. Francuzka Julia Simon wywalczyła dużą kryształową kulę za wygranie klasyfikacji generalnej oraz małe za triumf w biegu pościgowym i masowym. Włoszka Lisa Vittozzi zwyciężyła w biegu indywidualnym, natomiast Niemka Denise Herrmann-Wick w sprincie. Reprezentacja Francji sięgnęła po wygraną w sztafecie mieszanej oraz Pucharze Narodów[256].
  - Zakończył się 32. sezon Pucharu Kontynentalnego w skokach narciarskich mężczyzn. Po zwycięstwo sięgnął Norweg Benjamin Østvold[257].
  - Zakończył się 23. sezon Pucharu Kontynentalnego w kombinacji norweskiej mężczyzn. Niemiec Terence Weber sięgnął po zwycięstwo w klasyfikacji indywidualnej[258]. Puchar Narodów wywalczył wspólnie z reprezentacją Niemiec[259].
  - Zakończył się 52. sezon Pucharu Europy w narciarstwie alpejskim mężczyzn. W klasyfikacji generalnej[260] i gigantowej[261] zwycięstwo odniósł Szwajcar Josua Mettler. W pozostałych punktacjach triumfowali jego rodacy Arnaud Boisset (supergigant)[262] i Marco Kohler (zjazd)[263] oraz Norweg Halvor Hilde Gunleiksrud (slalom)[264]
  - Kolarski wyścig kobiet Trofeo Alfredo Binda we Włoszech. Po wygraną sięgnęła Holenderka Shirin van Anrooij[265].
  - Zakończył się 57. sezon Indywidualnych mistrzostw świata w ice speedwayu. Po raz drugi z rzędu mistrzostwo wywalczył Szwed Martin Haarahiltunen[266].
- 8–21 marca – 5. edycja World Baseball Classic w baseballu mężczyzn w Japonii, na Tajwanie oraz w Stanach Zjednoczonych. Po trzeci tytuł mistrzowski sięgnęli Japończycy, którzy w finale pokonali Amerykanów 9:5. Brązowe medale wywalczyli Meksykanie i Kubańczycy. MVP turnieju został Japończyk Shohei Ohtani[267].
- 15–22 marca – 16. edycja Pucharu Challenge w piłce siatkowej kobiet. W dwumeczu zwycięstwo odniosły zawodniczki włoskiego Reale Mutua Fenera Chieri, które pokonały rywalki z rumuńskiego CSM Lugoj 3:0, 3:0[268].
- 16–22 marca – 13. edycja snookerowego turnieju WST Classic w angielskim Leicester. W finale Anglik Mark Selby pokonał Chińczyka Pang Junxu 6:2. Maksymalnegok brejka uzyskał Taj Thepchaiya Un-Nooh (147 punktów)[269].
- 22 marca – 47. edycja kolarskiego wyścigu Classic Brugge-De Panne w Belgii. W rywalizacji mężczyzn zwycięstwo odniósł Belg Jasper Philipsen z grupy Alpecin-Deceuninck[270], natomiast u kobiet Brytyjka Pfeiffer Georgi z holenderskiej ekipy Team DSM[271].
- 24 marca
  - Zakończył się 12. sezon Pucharu Świata w skokach narciarskich kobiet. W klasyfikacji indywidualnej triumf odniosła Austriaczka Eva Pinkelnig, natomiast w drużynowej reprezentacja Austrii[272].
  - 65. edycja kolarskiego wyścigu E3 Saxo Classic w Belgii. Po wygraną sięgnął Belg Wout van Aert z holenderskiej grupy Jumbo-Visma[273].
- 19–25 marca – Mistrzostwa Świata w sportach lotniczych w litewskiej Jonavie. Klasyfikację medalową wygrała reprezentacja Francji. Drugie miejsce zajęli Austriacy, natomiast trzecie Litwini[274].
- 21–25 marca – 24. Mistrzostwa Świata w narciarstwie telemarkowym w szwajcarskim Mürren. W klasyfikacji medalowej zwyciężyła reprezentacja Szwajcarii. Drugie miejsce zajęła Norwegia, natomiast trzecie Francja[275].
- 25 marca
  - Zakończył się 51. sezon Pucharu Świata w narciarstwie dowolnym. Po kryształowe kule sięgnęli Kanadyjczycy, Reece Howden (ski cross)[276], Mikaël Kingsbury (jazda po muldach[277], jazda po podwójnych muldach[278], klasyfikacja ogólna jazd po muldach[279]) i Rachael Karker (halfpipe)[280], Szwajcarzy, Noé Roth (skoki akrobatyczne)[281] i Mathilde Gremaud (big air)[282], Norwegowie, Birk Ruud (slopestyle[283] i big air[284], klasyfikacja ogólna park&pipe[285]) i Johanne Killi (slopestyle[286] i par&pipe[287]), Francuzki, Perrine Laffont (jazda na podwójnych muldach[288], klasyfikacja ogólna jazd po muldach[289]) i Tess Ledeux (big air)[282], Australijki, Jakara Anthony (jazda po muldach)[290] i Daniele Scott (skoki akrobatyczne)[281], Szwedka Sandra Näslund[291] oraz Amerykanin Birk Irving[292]. Puchar Narodów wywalczyła reprezentacja Kanady[293].
  - 27. edycja Pucharu Świata w jeździectwie w Dubaju. Zwycięstwo odniósł Japończyk Yuga Kawada na koniu Ushba Tesoro[294].
- 15–26 marca – 13. Mistrzostwa Świata w boksie amatorskim kobiet w hinduskim New Delhi. Klasyfikację medalową wygrała reprezentacja Indii. Drugie miejsce zajęły Chinki, natomiast trzeci Rosjanki[295].
- 18–26 marca – 44. Mistrzostwa Świata w curlingu kobiet w szwedzkim Sandviken. W finale Szwajcarki pokonały Norweżki 6:3. To siódme mistrzostwo w historii tego kraju. Brązowy medal wywalczyły Kanadyjki, które wygrały ze Szwedkami 8:5. Najlepszymi zawodniczkami turnieju zostały Włoszka Giulia Zardini Lacedelli (liderka), Norweżka Mille Haslev Nordbye (druga), Amerykanka Cory Thiesse (trzecia) oraz Szwajcarka Alina Pätz (skip)[296].
- 20–26 marca
  - 112. Mistrzostwa Świata w łyżwiarstwie figurowym w japońskiej Saitamie. Reprezentanci Japonii sięgnęli po złote medale w trzech z czterech konkurencji – Shoma Uno (solista)[297], Kaori Sakamoto(solistka)[298] oraz Riku Miura i Ryuchi Kihara (para sportowa)[299]. Najlepszą parą taneczną okazała się amerykańska para – Madison Chock i Evan Bates[300].
  - 102. edycja kolarskiego wyścigu Volta Ciclista a Catalunya w Hiszpanii. Zwycięstwo odniósł Primož Roglič z holenderskiej grupy Jumbo-Visma. Słoweniec zwyciężył także w klasyfikacji punktowej. Belg Remco Evenepoel (Soudal Quick-Step) wygrał klasyfikację górską i młodzieżową. Ekipa UAE Team Emirates zwyciężyła w klasyfikacji drużynowej[301].
- 22–26 marca
  - 58. Mistrzostwa Europy w karate w hiszpańskiej Guadalajarze. Reprezentacja Niemiec sięgnęła po wygraną w klasyfikacji medalowej. Drugie miejsce zajęli Włosi, natomiast trzecie Ukraińcy[302].
  - 24. edycja turnieju WGD Match Play, czyli nieoficjalnych Mistrzostw Świata w golfie w amerykańskim Austin, w stanie Teksas. Tytuł mistrzowski wywalczył Ameryanin Sam Burns[303].
- 24–26 marca – Mistrzostwa Świata w zimowym triathlonie w Norwegii. Po tytuły mistrzowskie sięgnęli Norweg Hans Christian Tungesvik i Włoszka Sandra Mairhofer[304].
- 26 marca
  - Zakończył się 44. sezon Pucharu Świata w biegach narciarskich. Po duże kryształowe kule sięgnęli reprezentanci Norwegii – Johannes Høsflot Klæbo (po raz czwarty) i Tiril Udnes Weng. Klæbo wygrał również klasyfikację sprinterską. Pozostałe małe kryształowe kule wywalczyli Norweg Pål Golberg (biegi długodystansowe), Finka Kerttu Niskanen (biegi długodystansowe) i Szwedka Maja Dahlqvist (sprinty). Po Puchar Narodów sięgnęli zarówno Norwegowie, jak i Norweżki[305].
  - Zakończył się 40. sezon Pucharu Świata w kombinacji norweskiej. W klasyfikacji generalnej triumfował Austriak Johannes Lamparter[306] i Norweżka Gyda Westvold Hansen[307]. Hansen wygrała także klasyfikację skoczkiń[308], natomiast u mężczyzn po zwycięstwo sięgnął Japończyk Ryōta Yamamoto[309]. W klasyfikacji biegaczy najlepsi okazali się inni reprezentanci Norwegii – Jens Lurås Oftebro[310] i Ida Marie Hagen[311]. Po Puchar Narodów sięgnęli Niemcy[312] i Norweżki[313].
  - Zakończył się 29. sezon Pucharu Świata w snowboardzie. Po kryształowe kule sięgnęli Japończycy, Ruka Hirano (halfpipe)[314], Mitsuki Ono (halfpipe[315] i klasyfikacja ogólna stylu dowolnego[316]) i Reira Iwabuchi (big air)[317], Amerykanie, Dusty Henricksen (slopestyle)[318] i Julia Marino (slopestyle)[319], Niemcy, Martin Nörl (snowboard cross)[320] i Ramona Theresia Hofmeister (slalom gigant równoległy)[321], Austriak Fabian Obmann (slalom równoległy[322] i klasyfikacja ogólna slalomu równoległego[323]), Szwajcarka Julie Zogg (slalom równoległy[324] i klasyfikacja ogólna slalomu równoległego[325]), Australijczyk Valentino Guseli (klasyfikacja ogólna stylu dowolnego[326] i big air[327]), Brytyjka Charlotte Bankes (snowboard cross)[328] oraz Włoch Roland Fischnaller (slalom gigant równoległy)[329]. Puchar Narodów wywalczyła reprezentacja Austrii[330]. Polak Oskar Kwiatkowski zajął piąte miejsce w klasyfikacji generalnej slalomów równoległych[323] oraz trzecie w rywalizacji slalomie gigancie równoległym[329]. Polka Aleksandra Król uplasowała się na czwartej pozycji w slalomie gigancie równoległym[321].
  - 85. edycja kolarskiego wyścigu Gandawa-Wevelgem 2023 w Belgii. W rywalizacji mężczyzn po wygraną sięgnął Francuz Christophe Laporte z belgijskiej ekipy Jumbo-Visma[331]. W zmaganiach kobiet najlepsza okazała się Szwajcarka Marlen Reusser z holenderskiej grupy SD Worx[332].
- 28 marca – Kanadyjka Summer McIntosh rezultatem 3 minut, 56 sekund i 8 tysięcznych sekundy poprawiła pływacki rekord świata w wyścigu na 400 metrów stylem dowolnym. Zawody odbyły się w ramach Canadian Trials w Toronto[333].
- 29 marca
  - Zakończył się 22. Sezon Pucharu Świata w narciarstwie szybkim. W klasyfikacji generalnej triumf odnieśli Włoch Simone Origone[334] i Szwedka Britta Backlund[335].
  - 77. edycja Dwars door Vlaanderen w Belgii. W zmaganiach mężczyzn zwycięstwo odniósł Francuz Christophe Laporte z holenderskiej ekipy Jumbo-Visma[336]. W rywalizacji kobiet po triumf sięgnęła Holenderka Demi Vollering z SD Worx[337].
  - W trakcie zawodów w Toronto Kanadyjka Summer McIntosh ustanowiła pływacki rekord świata w wyścigu na 400 metrów stylem dowolnym, odnotowując rezultat 3:56,08 sekundy[338].
- 30 marca – 24. edycja LEN Eurocupu kobiet w piłce wodnej. W węgierskim dwumeczu lepsze okazały się zawodniczki UVSE Budapeszt, które pokonały rywalaki z Ferencvaros 21:18 (8:9, 13:9)[339].

## Kwiecień
- 1 kwietnia
  - Kanadyjka Summer McIntosh wynikiem 4:25.87 sekundy poprawiła pływacki rekord świata w wyścigu na 400 metrów stylem zmiennym podczas zawodów w Toronto[340].
  - W trakcie Pucharu Europy w Tarnowie Polka Aleksandra Mirosław poprawiła rekord świata we wspinaczce na czas, odnotowując rezultat 6 sekund i 41 setnych sekundy[341].
- 22 marca–2 kwietnia – 38. edycja tenisowego turnieju Miami Open. W grze pojedynczej triumf odnieśli Rosjanin Daniil Medvedev[342] oraz Czeszka Petra Kvitová[343]. W rywalizacji deblowej najlepsi okazali się Meksykanin Santiago González i Francuz Édouard Roger-Vasselin[344] oraz Amerykanki Coco Gauff i Jessica Pegula[345].
- 27 marca–2 kwietnia – 5. edycja snookerowego turnieju Tour Championship w angielskim Hull. W angielskim finale Shaun Murphy pokonał Kyrena Wilsona 10:7. Maksymalnego brejka uzyskał Walijczyk Ryan Day[346].
- 28 marca–2 kwietnia
  - 42. Mistrzostwa Świata w bandy mężczyzn w szwedzkim Växjö. W finale Szwedzi pokonali Finów 3:1. Brązowy medal wywalczyła reprezentacja Norwegii, która wygrała z Kazachstanem 5:1[347].
  - 12. Mistrzostwa Świata w bandy kobiet w szwedzkim Växjö. W finale reprezentantki Szwecji pokonały Finki 15:0. Brąz dzięki wygranej z Holenderkami 4:0 wywalczyły Amerykanki[348].
- 30 marca–2 kwietnia – 5. edycja turnieju Planica 7 w skokach narciarskich. Zwycięstwo odniósł Austriak Stefan Kraft[349].
- 2 kwietnia
  - Zakończył się 44. sezon Pucharu Świata w skokach narciarskich mężczyzn. Po drugą w karierze kryształową kulę sięgnął Halvor Egner Granerud. Czwarte miejsce zajął Polak Dawid Kubacki. Puchar Narodów wywalczyła reprezentacja Austrii[350].
  - Zakończył się 26. sezon Pucharu Świata w lotach narciarskich. Po raz trzeci w karierze najlepszy okazał się Austriak Stefan Kraft[351].
  - 107. edycja kolarskiego wyścigu Ronde van Vlaanderen, czyli Wyścigu Dookoła Flandrii w Belgii. Wśród mężczyzn najlepszy okazał się Słoweniec Tadej Pogačar[352] z grupy UEA Team Emirates, natomiast u kobiet Belgijka Lotte Kopecky z ekipy SD Worx[353].
  - 35. finał LEN Ligi Mistrzyń w piłce wodnej. W hiszpańskim finale lepsze okazały się piłkarki CN Sabadell, który pokonały rywalki z CN Mataró 9:8. Brąz zdobyły reprezentantki włoskiego Ekipe Orizzonte, które wygrały z zawodniczkami węgierskiego Dunaujvaros 12:8[354].
- 29 marca-5 kwietnia – 16. edycja Pucharu CEV w piłce siatkowej mężczyzn. W dwumeczu lepsza okazała się włoska Valsa Group Modena, która pokonała belgijską Knack Roeselare 3:0, 0:3 (w złotym secie 15:9). MVP turnieju został Turek Adis Lagumdzija[355]. Po półfinału dotarli siatkarze PGE Skry Bełchatów[356].
- 6 kwietnia – 1. edycja turnieju Finalissima w piłce nożnej kobiet w Londynie. W finale Angielki pokonały Brazylijki w rzutach karnych 4:2 (1:1 w regulaminowym czasie gry)[357].
- 3–8 kwietnia – 62. edycja kolarskiego wyścigu Vuelta al País Vasco, czyli Wyścigu Dookoła Kraju Basków w Hiszpanii. Po wygraną sięgnął Jonas Vingegaard z holenderskiej grupy Jumbo-Visma. Duńczyk wygrał również klasyfikację punktową. W pozostałych najlepsi okazali się Hiszpan Jon Barrenetxea (Caja Rural-Seguros RGA) oraz Amerykanin Brandon McNulty (UAE Team Emirates). Belgijska ekipa Soudal Quick-Step wygrała klasyfikację drużynową[358].
- 4–8 kwietnia – 3. finał Pucharu Świata w jeździectwie w amerykańskim mieście Omaha, w stanie Nebraska. W skokach przez przeszkody najlepszy okazał się Szwed Henrik von Eckermann, natomiast w ujeżdżaniu Niemka Jessica von Bredow-Werndl[359].
- 1–9 kwietnia – 65. Mistrzostwa Świata w curlingu mężczyzn w kanadyjskiej Ottawie. W finale Szkoci pokonali Kanadyjczyków 9:3. Brązowy medal zdobyli reprezentanci Szwajcarii, którzy wygrali z Włochami 11:3. Najlepszymi zawodnikami turnieju na swoich pozycjach zostali Kanadyjczycy Geoff Walker (lider) i Brad Gushue (skip), a także Szwed Rasmus Wranå i Szwajcar Yannick Schwaller[360].
- 6–9 kwietnia – 87. edycja golfowego turnieju Masters Tournament w amerykańskim mieście Augusta, w stanie Georgia. Po tytuł mistrzowski sięgnął Hiszpan Jon Ram[361].
- 9 kwietnia – 120. (11. u kobiet) edycja kolarskiego wyścigu Paryż-Roubaix. Wśród mężczyzn najlepszy okazał się Holender Mathieu van der Poel (Alpecin–Deceuninck)[362], natomiast u kobiet Kanadyjka Alison Jackson (EF Education–Tibco–SVB)[363].
- 6–10 kwietnia
  - 16. edycja Euroligi w hokeju na trawie mężczyzn w holenderskim Amstelveen. W finale hokeiści holenderskiego HC Bloemendaal pokonali rywali z niemieckiego Rot-Weiss Köln 1:0. Brąz dzięki wygranej 3:0 z zawodnikami hiszpańskiego Atlètic Terrassa wywalczyli reprezentanci belgijskiego Racing. Z dorobkiem szesnastu goli królem strzelców został Belg Alexander Hendrickx[364].
  - 3. edycja Euroligi w hokeju na trawie kobiet w holenderskim Amstelveen. W finale zawodniczki holenderskiego Den Bosch pokonali rywalki z hiszpańskiego Club de Campo 1:0. To drugi tytuł w historii tego klubu. Brązowy medal wywalczyły reprezentantki Düsseldorfer HC, które wygrały z hokeistkami hiszpańskiego Complutense 3:0. Najwięcej bramek strzeliły Holenderki – Yibbi Jansen i Frédérique Matla (3)[365]
- 5–12 kwietnia
  - 16. edycja Pucharu CEV w piłce siatkowej kobiet. W dwumeczu triumf odniosły siatkarki włoskiego Savino Del Bene Scandicci, które pokonały rywalki z rumuńskiego CS Volei Alba-Blaj 3:1, 3:0. Najbardziej wartościową zawodniczką turnieju została Włoszka Ekaterina Antropova[366].
  - 21. edycja Eurocupu w koszykówce kobiet. W dwumeczu lepsze okazały się zawodniczki francuskiego ASVEL Féminin, które pokonały rywalki z tureckiego Galatasaray SK 180:113 (95:56, 85:57). MVP finału turnieju został Francuzka Marine Johannès[367].
- 15 kwietnia – 175. edycja prestiżowego konkursu Grand National w jeździectwie w Liverpoolu. Po wygraną sięgnął Irlandczyk Derek Fox na koniu Corach Rambler[368].
- 5–16 kwietnia – 22. Mistrzostwa Świata w hokeju na lodzie elit kobiet w Kanadzie. Po dziesiąty tytuł w historii sięgnęła reprezentacja Stanów Zjednoczonych, która w finale pokonała Kanadyjki 6:3. Brązowy medal wywalczyły Czeszki, które wygrały z reprezentantkami Szwajcarii 3:2. MVP turnieju oraz najlepszym obrońcą została Kanadyjka Sarah Fillier, natomiast królową strzelczyń (14 bramek) oraz najlepszą defensywną zawodniczką Amerykanka Caroline Harvey. Do Drużyny Gwiazd, oprócz Fillier i Harvey, wybrano Kanadyjkę Marie-Philip Poulin (bramkarka), Szwedkę Emmę Söderberg (bramkarka) oraz Finkę Petrę Nieminen (zawodniczka defensywna)[369].
- 9–16 kwietnia – 116. edycja tenisowego turnieju ATP Monte Carlo Masters 1000. W grze pojedynczej najlepszy okazał się Rosjanin Andriej Rublow, natomiast w deblu Chorwat Ivan Dodig oraz Amerykanin Austin Krajicek[370].
- 11–16 kwietnia – 10. Mistrzostwa Europy w gimnastyce sportowej w tureckiej Antalyi. W klasyfikacji generalnej triumf odnieśli reprezentanci Wielkiej Brytanii. Drugie miejsce zajęli Włosi, natomiast trzecie Turcy[371][372].
- 13–16 kwietnia – 8. edycja turnieju World Team Trophy 2023 w łyżwiarstwie figurowym w Tokio. Zwycięstwo odniosła reprezentacja Stanów Zjednoczonych[373].
- 14–16 kwietnia – 65. edycja Final Four Euroligi w koszykówce kobiet w Pradze. W tureckim finale lepsze okazały się koszykarki Fenerbahçe SK, które pokonały rywalki z ÇBK Mersin Yenişehir Bld. 99:60. Brąz zdobyły reprezentantki włoskiego Beretta Famila Schio, które wygrały z zawodniczkami ZVVZ USK Praga 59:56. Najbardziej wartościową zawodniczką turnieju została Belgijka Emma Meesseman, natomiast Final Four Amerykanka Breanna Stewart. Wyróżnieni zostali również inna z reprezentantek Stanów Zjednoczonych, Alyssa Thomas (defensywna zawodniczka), Francuzka Pauline Astier (młoda zawodniczka) oraz Grek George Dikeoulakos (trener). Do Drużyny Gwiazd, oprócz wspomnianych koszykarek, wybrane zostały Serbka Yvonne Anderson i Amerykanka Chelsea Gray. Najlepsze statystyki osiągnęły reprezentantki USA – Megan Gustafson (punkty), Stephanie Mavunga (zbiórki) oraz Erica Wheeler (asysty)[374].
- 16 kwietnia – 57. edycja kolarskiego wyścigu Amstel Gold Race w Holandii. Zwycięstwo odnieśli Słoweniec Tadej Pogačar (UAE Team Emirates)[375] oraz Holenderka Demi Vollering (SD Worx). Polka Katarzyna Niewiadoma zajęła czwarte miejsce[376].
- 17 kwietnia – 125. edycja Maratonu Bostońskiego. Po zwycięstwo sięgnęli reprezentanci Kenii – Evans Chebet i Hellen Obiri[377].
- 19 kwietnia – 87. (12. u kobiet) edycja kolarskiego wyścigu La Flèche Wallonne 2023, czyli Walońskiej Strzały w Belgii. Po wygraną sięgnęli Słoweniec Tadej Pogačar (UAE Team Emirates)[378] oraz Holenderka Demi Vollering (SD Worx)[379].
- 21 kwietnia – Rosjanka Jewgienija Czikunowa poprawiła pływacki rekord świata w wyścigu na 200 metrów stylem klasycznym, uzyskując czas 2 minut, 17 sekund i 55 setnych sekundy. Dokonała tego podczas Mistrzostw Rosji[380].
- 22 kwietnia – 2. Drużynowe Mistrzostw Europy w jeździe na żużlu w niemieckim Stralsund. Po tytuł mistrzowski sięgnęli reprezentanci Polski (w składzie: Bartosz Zmarzlik, Szymon Woźniak, Dominik Kubera i Jarosław Hampe)[381].
- 15–23 kwietnia – 101. Mistrzostwa Europy w podnoszeniu ciężarów w ormiańskim Erywaniu. Klasyfikację medalową wygrała reprezentacja Armenii. Drugie miejsce zajęli Rumuni, natomiast trzecie Gruzini[382].
- 17–23 kwietnia
  - 45. edycja tenisowego turnieju WTA 500 Porsche Tennis Grand Prix w tenisie ziemnym kobiet w Stuttgarcie. W grze pojedynczej tytuł obroniła Polka Iga Świątek, natomiast w deblu po tytuł sięgnęły Amerykanka Desirae Krawczyk oraz Holenderka Demi Schuurs[383].
  - 74. Mistrzostwa Europy w zapasach w chorwackim Zagrzebiu. Klasyfikację medalową wygrała reprezentacja Turcji. Drugie miejsce zajęli Azerowie, natomiast trzecie Ormianie. Turcy wygrali ponadto klasyfikację punktową w stylu klasycznym. W stylu wolnym triumfowali Azerowie i Ukrainki[384]. Polacy wywalczyli trzy brązowe medale – Sebastian Jezierzański, Kamil Czarnecki oraz Katarzyna Krawczyk[385].
- 20–23 kwietnia – 52. edycja golfowego turnieju Chevron Championship w amerykańskim miejscowości The Woodlands, w stanie Teksas. Po tytuł mistrzowski sięgnęła Amerykanka Lilia Vu[386].
- 23 kwietnia
  - 109. (14. u kobiet) edycja kolarskiego wyścigu Liège-Bastogne-Liège w Belgii. Wśród mężczyzn najlepszy okazał się Belg Remco Evenepoel (Soudal Quick-Step)[387], natomiast u kobiet Holenderka Demi Vollering (SD Worx)[388].
  - 43. edycja Maratonu Londyńskiego. Zwycięstwo odnieśli Kenijczyk Kelvin Kiptum oraz Holenderka Sifan Hassan[389].
- 19–26 kwietnia – 8. finał Pucharu Europy FIBA w koszykówce mężczyzn. W dwumeczu lepsi okazali się zawodnicy polskiego klubu Anwil Włocławek, którzy pokonali rywali z francuskiego Cholet Basket 161:155 (81:77, 80:78). MVP zawodów został Amerykanin Phil Greene IV. Najlepsi statystycznie okazali się Słoweniec Miha Lapornik (punkty), Gambijczyk Ousman Krubally (zbiórki) oraz Litwin Arnas Velička (asysty)[390].
- 28 kwietnia – Polka Aleksandra Mirosław, podczas zawodów Pucharu Świata w koreańskim Seulu, trzykrotnie poprawiła rekord świata we wspinaczce sportowej na czas. Mirosław uzyskała następujące rezultaty – 6,37, 6,35 oraz 6,25 sekundy[391].
- 22–29 kwietnia – 15. Mistrzostwa Świata par mieszanych w curlingu w koreańskim Gangneung. W finale reprezentanci Stanów Zjednoczonych pokonali Japończyków 8:2. Po brąz sięgnęli Norwegowie, którzy wygrali z reprezentantami Kanady 6:2[392].
- 25–30 kwietnia
  - 76. edycja kolarskiego wyścigu Tour de Romandie w Szwajcarii. Zwyciężył Brytyjczyk Adam Yates z grupy UAE Team Emirates. W klasyfikacji punktowej najlepszy okazał się jego rodak Ethan Hayter (Ineos Grenadiers), w górskiej Francuz Julien Bernard (Trek-Segafredo), w młodzieżowej Amerykanin Matteo Jorgenson (Movistar Team), natomiast w drużynowej UAE Team Emirates. Najaktywniejszym zawodnikiem wyścigu również okazał się Julien Bernard[393].
  - 8. edycja turnieju IHF Emerging Nations Championship w piłce ręcznej w Bułgarii. W finale Kubańczycy pokonali Cypryjczyków 28:18. Brązowy medal wywalczyli reprezentanci Bułgarii, którzy wygrali z Hindusami 47:18. Najbardziej wartościowym zawodnikiem turnieju został Kubańczyk Hanser Rodríguez, natomiast obrońcą jego rodak Lidier Martínez. Wyróżnieni zostali również Brytyjczycy Craig McClelland (bramkarz) i Sebastian Edgar (prawy rozgrywający), Cypryjczycy Georgios Kritikos (prawoskrzydłowy) i Alexandros Charalambous (środkowy rozgrywający), Bułgar Mihael Ivanov (lewy rozgrywający), Hindus Sumit (lewoskrzydłowy) oraz Australijczyk Karl Warrener (obrotowy). Brytyjczyk Francisco Pereira został królem strzelców (34 gole)[394].

## Maj
- 7 kwietnia–1 maja – Mistrzostwa Świata w szachach w kazachskiej Astanie. W finale Chińczyk Ding Liren pokonał Rosjanina Jana Niepomniaszcziego[395].
- 15 kwietnia–1 maja – 86. Mistrzostwa Świata w snookerze w angielskim Sheffield. W finale Belg Luca Brecel pokonał Anglika Marka Selby’ego 18:15. Selby wraz z rodakiem Kyrena Wilsona uzyskał w trakcie turnieju maksymalnego brejka (147 punktów)[396].
- 1 maja – 62. edycja kolarskiego wyścigu Eschborn-Frankfurt w Niemczech. Po wygraną sięgnął Duńczyk Søren Kragh Andersen z belgijskiej grupy Alpecin-Deceuninck[397].
- 3 maja – 21. finał Eurocupu w koszykówce mężczyzn w hiszpańskiej Gran Canarii. Zwycięstwo odnieśli zawodnicy hiszpańskiej Gran Canarii, którzy pokonali rywali z tureckiego Türk Telekom B.K. 71:67. Zwycięską drużynę reprezentowali Polacy – Aleksander Balcerowski (wybrany wschodzącą gwiazdą) i A.J. Slaughter. MVP turnieju został Amerykanin Jerian Grant, natomiast finału jego rodak John Shurna. Za najlepszego trenera uznano Turka Erdema Cana. Najlepsi statystycznie okazali się Amerykanie, Yogi Ferrell (punkty) i J'Covan Brown (zbiórki) oraz Francuz Alpha Kaba[398].
- 6 maja – 149. edycja prestiżowego konkursu jeździeckiego Kentucky Derby w amerykańskim mieście Louisville, w stanie Kentucky. Zwycięstwo odniósł Wenezuelczyk Javier Castellano na koniu Mage[399].
- 26 kwietnia-7 maja – 21. edycja tenisowego turnieju Masters 1000 Madrid Open. W grze pojedynczej triumfowali Hiszpan Carlos Alcaraz[400] i Białorusinka Aryna Sabalenka. Polka Iga Świątek do finału singla[401]. W deblu najlepsi okazali się Rosjanie, Karen Chaczanow i Andriej Rublow[402] oraz Białorusinka Wiktoryja Azaranka i Brazylijka Beatriz Haddad Maia[403].
- 29 kwietnia-7 maja – Mistrzostwa Świata w multitriathlonie na Ibizie. Klasyfikację medalową wygrała reprezentacja Hiszpanii[404].
- 1–7 maja – 1. edycja kolarskiego wyścigu La Vuelta Femenina w Hiszpanii. Po wygraną sięgnęła Holenderka Annemiek van Vleuten z brytyjskiej ekipy Movistar Team. W klasyfikacji punktowej triumfowała jej rodaczka Marianne Vos (Team Jumbo-Visma), natomiast w górskiej Włoszka Gaia Realini (Trek-Segafredo). Klasyfikację drużynową wygrała ekipa Team UAE Emirates[405].
- 5–7 maja – 37. finał Ligi Mistrzów w futsalu w hiszpańskiej Palmie. W finale zawodnicy hiszpańskiej Palma Fustal pokonali w rzutach karnych rywali z portugalskiego Sportingingu CP 5:3 (1:1 w regulaminowym czasie gry). Brązowy medal wywalczyli reprezentanci innego portugalskiego klubu, Benfici, którzy wygrali z piłkarzami belgijskiego Anderlechtu 4:3. Królem strzelców został Brazylijczyk Vinicius Lazzaretti (11 bramek). Najwięcej asyst odnotował Włoch Alex Merlim (9)[406].
- 6–7 maja – Mistrzostwa Europy w breakdancingu w hiszpańskiej Almerii. Zwyciężyli Holender Menno van Gorp oraz Litwinka Dominika Banevič[407].
- 7 maja
  - 28. finał Pucharu Europy EHF w piłce ręcznej kobiet. W dwumeczu lepsze okazały się zawodniczki tureckiej Antalyi Konyaaltı, które pokonały rywalki z hiszpańskiego Atlético Guardés 17:23, 33:20[408].
  - 56. finał Ligi Mistrzów WSE w hokeju na rolkach mężczyzn w portugalskim Viana do Castelo. W portugalskim finale lepsi okazali się zawodnicy Porto, którzy wygrali z reprezentantami Valongo 5:1. Królem strzelców z dorobkiem piętnastu bramek został Włoch Giulo Cocco[409].
- 3–11 maja – 44. (39. u kobiet) Mistrzostwa Świata w squashu w Chicago. Wśród mężczyzn najlepszy okazał się Egipcjanin Ali Farag, natomiast u kobiet jego rodaczka Nour El Sherbini[410].
- 7–12 maja – 2. Halowe Mistrzostwa Świata w bowls w australijskim Barack Heights. Zwycięstwo odnieśli Australijczyk Aron Sherriff[411] i Szkotka Julie Forrest[412].
- 29 kwietnia–14 maja – 22. Mistrzostwa Świata w boksie amatorskim mężczyzn w uzbekistańskim Taszkencie. W klasyfikacji medalowej najlepsi okazali się reprezentanci Uzbekistanu. Drugie miejsce zajęli Kazachowie, natomiast trzecie Rosjanie[413].
- 7–14 maja – 40. Mistrzostwa Świata w judo w katarskiej Dausze. Klasyfikację medalową wygrała reprezentacja Japonii. Drugie miejsce zajęli Francuzi, natomiast trzecie ex aequo Gruzini i Rosjanie[414].
- 8–14 maja – 24. edycja golfowego turnieju The Tradition w amerykańskim Birmingham, w stanie Alabama. Po wygraną sięgnął Amerykanin Steve Stricker[415].
- 12–14 maja
  - 7. finał Ligi Mistrzów FIBA w koszykówce mężczyzn w hiszpańskiej Maladze. Po tytuł mistrzowski sięgnęli koszykarze niemieckiego Telekom Baskets Bonn, którzy pokonali rywali z izraelskiej Hapoel Jerozolimy B.C. 77:70. W hiszpańskiej rywalizacji o brązowy medal lepsi okazali się zawodnicy Lenovo Teneryfa, którzy wygrali z rywalami z Baloncesto Málaga 84:79. MVP turnieju został Macedończyk T.J. Shorts[416].
  - 2. edycja kolarskiego wyścigu Itzulia Women w Hiszpanii. Po wygraną sięgnęła Szwajcarka Marlen Reusser z holenderskiej grupy SD Worx. Trzecie miejsce zajęła Polka Katarzyna Niewiadoma (Canyon-SRAM)[417].
- 13–14 maja – 42. edycja Final Four Ligi Europy EHF w piłce ręcznej kobiet w austriackim Graz. W duńskim finale zawodniczki Ikast Håndbold pokonały oponentki z Nykøbing Falster Håndboldklub 31:24. Brązowy medal zdobyły piłkarki niemieckiej Borussi Dortmund, które wygrały z zawodniczkami innego niemieckiego klubu, Thüringer HC 28:23. Najbardziej wartościową zawodniczką turnieju została Dunka Emma Friis, natomiast królową strzelczyń Niemka Annika Lott (86 bramek)[418].
- 14 maja – Litwin Aleksandr Sorokin, wynikiem 6 godzin, 5 minut i 35 sekund, poprawił nieoficjalny rekord świata w biegu na 100 kilometrów, podczas zawodów w Wilnie[419].
- 19 maja – 8. fił European Rugby Challenge Cup w rugby union w Dublinie. Zwycięstwo odnieśli zawodnicy francuskiego Toulon, którzy pokonali rugbystów szkockiego Glasgow Warriors 41:19. Najwięcej punktów uzyskał Walijczyk Sam Costelow (62), natomiast najwięcej przyłożeń Szkot Johnny Matthews i reprezentant Fidżi Jiuta Wainiqolo (7)[420].
- 20 maja
  - 23. finał Ligi Mistrzów w piłce siatkowej w Turynie. Po trzecie mistrzostwo w historii sięgnęli zawodnicy polskiego klubu ZAKSA Kędzierzyn-Koźle, którzy pokonali inną polską drużynę Jastrzębski Węgiel 3:2. MVP turnieju został Amerykanin David Smith[421].
  - 9. finał Pucharu Mistrzów Europy w rugby union w Dublinie. Po raz drugi w historii najlepsi okazali się rugbyści francuskiego La Rochelle, którzy pokonali zawodników irlandzkiego Leinster 27:26. Najwięcej punktów odnotował Francuz Antoine Hastoy (97), natomiast najwięcej przyłożeń Irlandczyk Josh van der Flier (9)[422].
  - 148. edycja prestiżowego konkursu jeździeckiego Preakness Stakes w amerykańskim Baltimore, w stanie Maryland. Po zwycięstwo sięgnął Portorykańczyk John R. Velazquez na koniu National Treasure[423].
- 20 maja – W trakcie ultramaratonu w fińskiej Kokkoli Satu Lipiäinen poprawiła rekord świata w biegu 12-godzinnym. Finka przebiegła łącznie 153 kilometry i 600 metrów[424].
- 10–21 maja – 94. edycja tenisowego turnieju Italian Open Masters 1000 w Rzymie. W grze pojedynczej najlepsi okazali się Rosjanin Daniił Miedwiediew[425] i Kazaszka Jelena Rybakina[426]. W deblu triumf odnieśli Polak Jan Zieliński i Monakijczyk Hugo Nys[427] oraz Australijka Storm Hunter i Belgijka Elise Mertens[428]. Polka Iga Świątek dotarła do ćwierćfinału turnieju[429].
- 14–21 maja – 18. edycja Pucharu Sudirmana, czyli Drużynowych Mistrzostw Świata w badmintonie w chińskim Suzhou. Po tytuł mistrzowski sięgnęli Chińczycy, którzy w finale pokonali reprezentantów Korei Południowej 3:0. Brązowe medale wywalczyli Malezyjczycy i Japończycy[430].
- 17–21 maja – 39. Mistrzostwa Europy w gimnastyce artystycznej w azerskim Baku. W klasyfikacji medalowej zwycięstwo odniosła reprezentacja Bułgarii. Drugie miejsce zajęli Izraelici, natomiast trzecie Włosi. Bułgarzy wygrali również klasyfikację punktową, wyprzedzając Ukrainę i Azerbejdżan[431].
- 18–21 maja
  - 105. edycja golfowego turnieju PGA Championship w amerykańskim Pittsford, w stanie Nowy Jork. Po trzeci tytuł mistrzowski sięgnął Amerykanin Brooks Koepka[432].
  - Kolarski wyścig kobiet Vuelta a Burgos Feminas w Hiszpanii. Zwycięstwo odniosła Holenderka Demi Vollering[433].
- 19–21 maja – 66. finał Euroligi w koszykówce mężczyzn w litewskim Kownie. W finale zawodnicy hiszpańskiego Realu Madryt pokonali rywali z greckiego Olympiakosu 79:78. To jedenasty tytuł w historii tego klubu. Brązowy medal wywalczyli koszykarze francuskiego AS Monaco, którzy wygrali z drużyną FC Barcelony 78:66. MVP turnieju został reprezentant Republiki Zielonego Przylądka Edy Tavares, natomiast królem strzelców Bułgar Aleksandyr Wezenkow (48 punktów)[434].
- 21 maja
  - 15. edycja Pucharu Europy w chodzie sportowym w czeskich Podiebradach. Klasyfikację medalową wygrali reprezentanci Hiszpanii. Drugie miejsce zajęli Włosi, natomiast trzecie Niemcy. Hiszpanie wygrali również klasyfikację punktową przed Włochami i Ukraińcami[435]. W trakcie zawodów rekord świata na dystansie 35 kilometrów ustanowiła María Pérez García, która ukończyła chód w czasie 2 godzin, 37 minut i 15 sekund[436].
- 6–28 maja – 106. edycja kolarskiego wyścigu Giro d’Italia. Po wygraną sięgnął Słoweniec Primož Roglič z holenderskiej grupy Team Jumbo-Visma. W klasyfikacji punktowej triumfował Włoch Jonathan Milan (Team Bahrain Victorious), w górskiej Francuz Thibaut Pinot (Groupama-FDJ), w młodzieżowej Portugalczyk João Almeida (UAE Team Emirates), natomiast w sprinterskiej Łotysz Toms Skujiņš (Trek-Segafredo). Klasyfikację drużynową wygrała Team Bahrain Victorious[437].
- 12–28 maja – 86. Mistrzostwa Świata elit w hokeju na lodzie mężczyzn w Finlandii i na Łotwie. W finale Kanadyjczycy pokonali Niemców 5:2. To dwudziesty ósmy tytuł w historii tej reprezentacji. W walce o brązowy medal lepsi okazali się Łotysze, którzy wygrali z reprezentantami Stanów Zjednoczonych 4:3. MVP oraz bramkarzem turnieju został Łotysz Artūrs Šilovs. Tytuł króla strzelców wywalczył Amerykanin Rocco Grimaldi (14 goli). Wyróżnieni zostali również Kanadyjczyk MacKenzie Weegar (obrońca) oraz Niemiec JJ Peterka (napastnik). Oprócz nich do Drużyny Gwiazd wybrano Niemca Moritza Seidera oraz Czecha Dominika Kubalika[438].
- 17–28 maja – 10. Drużynowe Mistrzostwa Świata w kręglach klasycznych w Chorwacji. Wśród mężczyzn najlepsi okazali się reprezentanci Austrii, natomiast u kobiet Chorwatki[439].
- 20–28 maja – 57. Mistrzostwa świata w tenisie stołowym w południowoafrykańskim Durbanie. Po tytuły mistrzowskie sięgnęli reprezentanci Chin – Fan Zhendong oraz Sun Yingsha[440].
- 22–28 maja – 88. edycja golfowego turnieju Senior PGA Championship w amerykańskim Frisco, w stanie Teksas. Zwycięstwo odniósł Amerykanin Steve Stricker[441].
- 25–28 maja – 80. Mistrzostwa Europy w wioślarstwie w słoweńskim Bladzie. W klasyfikacji medalowej triumf odnieśli Brytyjczycy. Drugie miejsce zajęli Rumuni, natomiast trzecie Holendrzy[442]. Złoty medal wywalczyła polska czwórka podwójna w składzie: Dominik Czaja, Mateusz Biskup, Mirosław Ziętarski i Fabian Barański[443].
- 26–28 maja
  - 5. Mistrzostwa Europy w gimnastyce estetycznej w fińskim Vantaa. Najlepsza okazała się reprezentacja Finlandii[444].
  - Kolarski wyścig RideLondon Classique w Wielkiej Brytanii[445].
- 27–28 maja – 42. edycja Final Four Pucharu Europy EHF w piłce ręcznej mężczyzn w niemieckim Flensburgu. W finale piłkarze niemieckiego Füchse Berlin pokonali rywali z hiszpańskiego Fraikin BM Granollers 36:31. Brązowy medal wywalczyli reprezentanci innego niemieckiego klubu Frisch Auf Göppingen, którzy wygrali z oponentami z francuskiego Montpellier HB 33:29. Niemiec Fabian Wiede został wybrany najbardziej wartościowym zawodnikiem turnieju. Najwięcej bramek zdobył Islandczyk Óðinn Þór Ríkharðsson (110)[446].
- 28 maja
  - 107. edycja prestiżowego wyścigu Indianapolis 500. Po drugie w karierze zwycięstwo sięgnął Amerykanin Josef Newgarden z ekipy Penkse[447].
  - Amerykanin Ryan Crouser, podczas zawodów Grand Prix w Los Angeles, poprawił lekkoatletyczny rekord świata w pchnięciu kulą, uzyskując odległość 23 metrów i 56 centymetrów[448].
- 31 maja – 52. finał Ligi Europy UEFA w piłce nożnej mężczyzn w Budapeszcie. Po raz siódmy w historii po tytuł mistrzowski sięgnęli piłkarze hiszpańskiej FC Sevilli, którzy pokonali rywali z włoskiego AS Romy 4:1 w rzutach karnych (1:1 w regulaminowym czasie gry). Najwięcej bramek strzelili Nigeryjczyk Victor Boniface oraz Anglik Marcus Rashford (6)[449].

## Czerwiec
- 2 czerwca – W trakcie mityngu we Florencji Kenijka Faith Kipyegon pobiła rekord świata w biegu na 1500 metrów, uzyskując rezultat 3 minut, 49 sekund i 11 setnych sekundy[450].
- 28 maja-3 czerwca – XIX Igrzyska Małych Państw Europejskich na Malcie. Klasyfikację medalową wygrała reprezentacja Malty. Drugie miejsce zajęli Cypryjczycy, natomiast trzecie Luksemburczycy[451].
- 31 maja-3 czerwca – 12. edycja Final Eight LEN Lig Mistrzów w piłce wodnej w Belgradzie. W finale zawodnicy włoskiego Pro Recco pokonali rywali z serbskiego Novi Beograd 14:11. To jedenasty tytuł w historii tego klubu. Brąz zdobyli reprezentanci hiszpańskiego Zodiac CNAB, którzy wygrali z oponentami z NC Vouliagmeni 14:13[452].
- 3 czerwca
  - 22. finał Ligi Mistrzyń UEFA w piłce nożnej w holenderskim Eindhoven. W finale piłkarki FC Barcelony pokonały zawodniczki niemieckiego VfL Wolfsburg 3:2[453].
  - 244. edycja prestiżowego konkursu jeździeckiego Epsom Derby w brytyjskim Epsom. Po wygraną sięgnął Brytyjczyk Ryan Moore na irlandzkim koniu Auguste Rodin[454].
- 29 maja-4 czerwca – 26. Mistrzostwa Świata w taekwondo w azerskim Baku. W klasyfikacji medalowej triumf odnieśli reprezentanci Korei Południowej. Drugie miejsce zajęli Turkowie, natomiast trzecie Chorwaci[455].
- 30 maja-4 czerwca – 8. Mistrzostwa świata w koszykówce 3x3 w Wiedniu. Wśród mężczyzn najlepsi okazali się Serbowie, natomiast u kobiet Amerykanki[456].
- 31 maja – 4 czerwca – Finał Pucharu Świata w pięcioboju nowoczesnym w Turcji. Zwycięstwo odnieśli Egipcjanin Mohanad Shaban oraz Włoszka Elena Micheli[457].
- 3–4 czerwca
  - 30. edycja Final Four EHF Ligi Mistrzyń w piłce ręcznej kobiet w Budapeszcie. W finale zawodniczki norweskiego Vipers Kristiansand pokonały rywalki z węgierskiego FCT-Rail Cargo Hungaria 28:24. Brązowy medal wywalczyły piłkarki innego węgierskiego klubu Győri Audi ETO KC, które wygrały z reprezentantkami duńskiego Team Esbjerg 28:27. MVP turnieju została Rosjanka Anna Wiachiriewa, natomiast królową strzelczyń Norweżka Henny Reistad (142 gole)[458].
  - 26. finał Pucharu Europy EHF w piłce ręcznej mężczyzn w Wiedniu. W dwumeczu lepsi okazali się zawodnicy serbskiego RK Vojvodina, którzy pokonali szczypiornistów norweskiego Nærbø IL 55:46 (30:23, 25:23)[459].
- 4 czerwca – Polak Robert Lewandowski został królem strzelców hiszpańskiej La Ligi. W trakcie sezonu strzelił 23 gole[460].
- 30 maja-7 czerwca – 35. edycja World Surfing Games w Salwadorze. W klasyfikacji indywidualnej najlepsi okazali się Meksykanin Alan Cleland oraz Brazylijka Tatiana Weston-Webb. W zmaganiach drużynowych triumf odnieśli Peruwiańczycy[461].
- 7 czerwca – 2. finał Ligi Konferencji Europy UEFA w piłce nożnej mężczyzn w Pradze. W finale piłkarze angielskiego West Hamu United pokonali rywali z włoskiej Fiorentiny 2:1. Dla zwycięskiej drużyny grał polski bramkarz Łukasz Fabiański. Za najlepszego zawodnika turnieju uznano Anglika Declana Rice’a. Najwięcej bramek strzelili Szwajcar Zeki Amdouni oraz Brazylijczyk Arthur Cabral (7)[462].
- 9 czerwca
  - W trakcie mityngu Diamentowej Ligi w Paryżu Etiopczyk Lamecha Girma pobił rekord świata w biegu na 3000 metrów z przeszkodami, uzyskując rezultat 7 minut, 52 sekund i 11 setnych sekundy[463].
  - Kenijka Faith Kipyegon, podczas mityngu Diamentowej Ligi w Paryżu, poprawiła rekord świata w biegu na 5000 metrów wynikiem 14 minut, 5 sekund i 20 setnych sekundy[464].
  - Norweg Jakob Ingebrigtsen pobił nieoficjalny rekord świata w biegu na 2 mile, przebiegając dystans w 7 minut, 54 sekundy i 10 setnych sekundy. Dokonał tego podczas mityngu Diamentowej Ligi w Paryżu[465].
- 7–10 czerwca – Mistrzostwa Świata w biegach górskich i przełajowych w Austrii. Klasyfikację medalową wygrała reprezentacja Francji. Drugie miejsce zajęli Kenijczycy, natomiast trzecie Brytyjczycy[466].
- 10 czerwca
  - 31. finał Ligi Mistrzów UEFA w piłce nożnej w Stambule. W finale zawodnicy angielskiego Manchesteru City pokonali oponentów z włoskiego Interu Mediolan 1:0. Królem strzelców z dwunastoma bramkami został Norweg Erling Haaland[467].
  - 155. edycja prestiżowego konkursu jeździeckiego Belmont Stakes w amerykańskim mieście Elmont, w stanie Nowy Jork. Zwycięstwo odniósł Wenezuelczyk Javier Castellano na amerykańskim koniu Arcangelo[468].
- 28 maja–11 czerwca – 127. edycja wielkoszlemowego turnieju tenisowego French Open. W grze pojedynczej triumfowali Serb Novak Đoković (po raz trzeci)[469] i Polka Iga Świątek (po raz trzeci)[470]. W zmaganiach deblowych najlepsi okazali się Chorwat Ivan Dodig i Amerykanin Austin Krajicek[471] oraz reprezentantka Chińskiego Tajpej Hsieh Su-wei i Chinka Wang Xinyu[472]. W mikście po wygraną sięgnęli Niemiec Tim Pütz i Japonka Miyu Kato[473].
- 2–11 czerwca – Mistrzostwa Świata w piłce nożnej pięcioosobowej w Niemczech. W finale Kazachowie pokonali Ukraińców 2:1 w rzutach karnych (2:2 w regulaminowym czasie gry). Brązowy medal wywalczyli reprezentanci Meksyku, którzy wygrali z Chorwatami 2:0[474].
- 4–11 czerwca – 75. edycja kolarskiego wyścigu Critérium du Dauphiné we Francji. Po zwycięstwo sięgnął Duńczyk Jonas Vingegaard z holenderskiej grupy Team-Jumbo Visma. W klasyfikacji punktowej triumfował Francuz Christophe Laporte (Team-Jumbo Visma), w górskiej Włoch Giulio Ciccone (Trek-Segafredo), w młodzieżowej Hiszpan Carlos Rodriguez (Ineos Grenadiers), natomiast w drużynowej brytyjska ekipa Ineos Grenadiers[475].
- 7–11 czerwca – 2. edycja ICC World Test Championship w krykiecie w Londynie. W finale Australijczycy pokonali Hindusów 469 & 270/8d: 296 & 234. MVP turnieju został Australijczyk Travis Head[476].
- 10–11 czerwca – 91. edycja prestiżowego wyścigu samochodowego 24h Le Mans. W klasyfikacji samochodów Hypercar zwycięstwo odniosła włoska stajnia Ferrari AF Corse (w składzie: Brytyjczyk James Calado oraz Włosi, Antonio Giovinazzi i Alessandro Pier Guidi). W rywalizacji pojazdów LMP2 triumf odniosła polska ekipa Inter Europol Competition (w składzie: Hiszpan Albert Costa, Szwajcar Fabio Scherer oraz Polak Jakub Śmiechowski). Drugie miejsce w tej kategorii odniósł belgijski zespół Team WRT (w składzie: Polak Robert Kubica, Szwajcar Louis Delétraz oraz Angolczyk Rui Andrade). W klasie LMGTE-Am po wygraną sięgnęła amerykańska ekipa Corvette Racing (w składzie: Holender Nicky Catsburg, Amerykanin Ben Keating oraz Argentyńczyk Nicolás Varrone)[477].
- 1–12 czerwca – 77. finał NBA w koszykówce mężczyzn. W pojedynku do czterech zwycięstw lepsi okazali się zawodnicy Denver Nuggets, którzy pokonali koszykarzy Miami Heat 4:1. MVP turnieju został Serb Nikola Jokić[478].
- 3–13 czerwca – 130. edycja Pucharu Stanleya w hokeju na lodzie mężczyzn. W pojedynku do czterech zwycięstw lepsi okazali się zawodnicy Vegas Golden Knights, którzy pokonali hokeistów Florida Panthers 4:1. MVP turnieju został Kanadyjczyk Jonathan Marchessault[479].
- 1–18 czerwca
  - 86. edycja kolarskiego wyścigu Tour de Suisse, czyli Wyścigu Dookoła Szwajcarii. Zwycięstwo odniósł Mattias Skjelmose z amerykańskiej grupy Trek-Segafredo. Duńczyk okazał się również najlepszym młodzieżowcem. W klasyfikacji górskiej triumfował Holender Pascal Eenkhoorn (Lotto-Dstny), natomiast w sprinterskiej Belg Wout van Aert (Team Jumbo-Visma). Po wygraną w klasyfikacji drużynowej sięgnęła francuska grupa AG2R Citroën Team[480].
  - Mistrzostwa Świata w klasycznym trójboju siłowym na Malcie. W klasyfikacji medalowej zwycięstwo odnieśli reprezentanci Stanów Zjednoczonych[481].
- 14–18 czerwca – 3. finał Ligi Narodów UEFA w piłce nożnej mężczyzn w Rotterdamie. W finale Hiszpanie pokonali w rzutach karnych Chorwację 5:4 (0:0 w regulaminowym czasie gry)[482]. Brązowy medali wywalczyli reprezentanci Włoch, którzy wygrali z Holendrami 3:2. MVP turnieju został Hiszpan Rodri[483].
- 15–18 czerwca
  - 123. edycja golfowego turnieju US Open w Los Angeles, w Kalifornii. Po wygraną sięgnął Amerykanin Wyndham Clark[484].
  - 13. edycja Pucharu Świata w dartach we Frankfurcie. W finale Walijczycy (w składzie: Gerwyn Price i Jonny Clayton) pokonali reprezentantów Szkocji (w składzie: Peter Wright i Gary Anderson) 10:2. Najlepsze podejście odnotował Polak Krzysztof Ratajski (144 punkty), który wspólnie z Krzysztofem Kciukiem pobił rekord świata[485][486].
- 17–18 czerwca – 30. edycja Final Four EHF Ligi Mistrzów w piłce ręcznej w Kolonii. W finale szczypiorniści niemieckiego SC Magdeburga pokonali rywali z polskiego Barlinka Industria Kielce w dogrywce 30:29[487]. Brązowy medal wywalczyli reprezentanci hiszpańskiej FC Barcelony, którzy wygrali z zawodnikami francuskiego Paris Saint-Germain 37:31. MVP turnieju został Islandczyk Gísli Þorgeir Kristjánsson, z kolei królem strzelców Duńczyk Emil Wernsdorf Madsen (107 goli)[488].
- 17–20 czerwca – Wyścig Dookoła Szwajcarii w kolarstwie kobiet. Po wygraną sięgnęła Szwajcarka Marlen Reusser. Polka Katarzyna Niewiadoma zajęła czwarte miejsce[489].
- 15–25 czerwca – 39. Mistrzostwa Europy w koszykówce kobiet w Izraelu i Słowenii. W finale Belgijki pokonały Hiszpanki 64:58. Brązowy medal wywalczyły reprezentantki Francji, które wygrały z Węgierkami 82:68. MVP turnieju został Emma Meesseman[490].
- 20–25 czerwca
  - 10. Drużynowe Mistrzostwa Europy w lekkoatletyce w Krakowie. W klasyfikacji medalowej triumf odnieśli Włosi przed Holendrami i Niemcami. Czwarte miejsce zajęła reprezentacja Polski. W klasyfikacji punktowej reprezentanci Włoch również sięgnęli po wygraną. Drugą pozycję zajęli Polacy, natomiast trzecie Niemcy. Po wygraną sięgnęli Wojciech Nowicki (rzut młotem), Ewa Swoboda (100 metrów), Alicja Konieczek (3000 metrów z przeszkodami), Pia Skrzyszowska (100 metrów przez płotki). Drugie miejsce zajęli Albert Komański (200 metrów), Natalia Kaczmarek (400 metrów), Martyna Galant (1500 metrów), sztafeta 4x100 metrów kobiet (w składzie: Marika Popowicz-Drapała, Monika Romaszko, Magdalena Stefanowicz i Ewa Swoboda) oraz sztafeta mieszana 4x400 metrów (w składzie: Maks Szwed, Anna Kiełbasińska, Igor Bogaczyński i Natalia Kaczmarek). Trzecią pozycję zajęli Norbert Kobielski (skok wzwyż), Michał Haratyk (pchnięcie kulą), Robert Urbanek (rzut dyskiem) oraz Malwina Kopron (rzut młotem)[491].
  - 5. edycja PSA World Tour Finals w squashu w egipskim Al-Kahira al-Dżadida. Wśród mężczyzn najlepszy okazał się Egipcjanin Mostafa Asal, natomiast u kobiet jego rodaczka Nouran Gohar[492].
- 22–25 czerwca – 69. edycja wielkoszlemowego turnieju golfowego kobiet PGA Championship w amerykańskim Springfield, w stanie New Jersey. Po tytuł mistrzowski sięgnęła Chinka Yin Ruoning[493].
- 23–25 czerwca – 18. edycja Pucharu Świata w piłce wodnej kobiet w amerykańskim Long Beach. W finale Amerykanki pokonały Holenderki 12:11. To piąty tytuł w historii tego kraju. Brązowy medal wywalczyły Hiszpanki, które wygrały z Węgierkami 18:15[494].

## Lipiec
- 21 czerwca–1 lipca – 14. Mistrzostwa świata w lacrosse mężczyzn w San Diego. W finale Amerykanie pokonali Kanadyjczyków 10:7. Brąz zdobyli Irokezi, którzy wygrali z Australijczykami 11:6. MVP turnieju został reprezentant Stanów Zjednoczonych Brennan O’Neill, natomiast królem strzelców Irokez Austin Staats[495].
- 1 lipca – 5. Drużynowe Mistrzostwa Europy w judo w Krakowie. Zwycięstwo odnieśli reprezentanci Gruzji[496].
- 21 czerwca–2 lipca – III Igrzyska Europejskie w Krakowie. Klasyfikację medalową wygrała reprezentacja Włoch. Drugie miejsce zajęli Hiszpanie, natomiast trzecie Ukraińcy. Polacy wywalczyli szóstą pozycję z dorobkiem pięćdziesięciu medali – trzynastu złotych, dziewiętnastu srebrnych oraz osiemnastu brązowych. Złoto zdobyli Dawid Kubacki (skoki narciarskie, duża skocznia), Robert Krasoń (kickboxing, kat. 86 kg), Martyna Kierczyńska (muaythai, kat. 54 kg), Michał Siess (szermierka, floret), Julia Walczyk-Klimaszyk (szermierka, floret), Pia Skrzyszowska (lekkoatletyka, 110 metrów przez płotki), Ewa Swoboda (lekkoatletyka, 100 metrów), Wojciech Nowicki (lekkoatletyka, rzut młotem), Dorota Borowska (kajakarstwo, C1 200 metrów), Karolina Naja i Anna Puławska (kajakarstwo, K2 500 metrów), Natalia Kałucka (wspinaczka sportowa, sprint), Kladia Breś (strzelectwo, pistolet pneumatyczny z 10 metrów) oraz żeńska drużyna kajakarska K4 na 500 metrów (w składzie: Naja, Puławska, Adrianna Kąkol i Dominika Putto). Po srebro sięgnęli Aleksandra Mirosław (wspinaczka sportowa, sprint), Natalia Kaczmarek (lekkoatletyka, 400 metrów), Albert Komański (200 metrów), Krzysztof Kaczkowski (szermierka, szabla), Natalia Kochańska (strzelectwo, karabin na 50 metrów), Martyna Swatowska-Wenglarczyk (szermierka, szabla), Aleksandra Kowalczuk (taekwondo, kat. +73 kg), Roksana Dargiel (muaythai, 51 kg), Oskar Siegert (muaythai, 67 kg), kobieca drużyna w rugby7, Adrian Duszak (teqball), Klaudia Zwolińska (kajakarstwo górskie: C1 i K1), drużyna kajakarstwa górskiego K1 (w składzie: Michał Pasiut, Mateusz Polaczyk i Dariusz Popiela), żeńska drużyna strzelecka (pistolet sportowy z 25 metrów w składzie: Joanna Wawrzonowska, Klaudia Breś i Julita Borek), lekkoatletyczna sztafeta mieszana 4x400 metrów (w składzie: Maks Szwed, Anna Kiełbasińska, Igor Bogaczyński i Natalia Kaczmarek), lekkoatletyczna sztafeta kobiet 4x100 metrów (w składzie: Marika Popowicz-Drapała, Monika Romaszko, Magdalena Stefanowicz i Ewa Swoboda) oraz drużyna mieszana kajakarstwa sprinterskiego (C2 na 200 metrów w składzie: Sylwia Szczerbińska i Aleksander Kitewski). Brąz zdobyli Miłosz Sabiecki (karate, kumite, kat. 67 kg), Marcin Dzieński (wspinaczka sportowa, sprint), Michał Bąbos (karate, kumite, kat. 84 kg), Norbert Kobielski (lekkoatletyka, skok wzwyż), Jakub Rajewski (muaythai, kat. 71 kg), Dominika Filec (muaythai, kat. 60 kg), Mateusz Bereźnicki (boks, kat. do 92 kg), Elżbieta Wójcik (boks, kat. do 75 kg), Kinga Szlachcic (kickboxing, kat. 60 kg), Karolina Juja (kickboxing, kat. 70 kg), Oskar Sobański (kickboxing, kat. 63,5 kg), Jakub Pokusa (kickboxing, kat. 75 kg), Alicja Bartnicka i Ewa Kamińska (teqball, gra podwójna), Adrian Duszak i Marek Pokwap (teqball, gra podwójna), Bartnicka i Pokwap (teqball, mikst), męska drużyna koszykówki 3x3 (w składzie: Adrian Bogucki, Szymon Rduch, Mateusz Szlachetka i Przemysław Zamojski) oraz żeńska drużyna strzelecka (karabin pneumatyczny z metrów w składzie: Aneta Stankiewicz, Julia Piotrowska i Natalia Kochańska)[497].
- 25 czerwca–2 lipca – 43. edycja golfowego turnieju US Senior Open w amerykańskim mieście Stevens Point, w stanie Wisconsin. Po tytuł mistrzowski sięgnął Niemiec Bernhard Langer[498].
- 27 czerwca–2 lipca – 16. edycja Pucharu Świata w bilardzie w hiszpańskim Lugo. W finale Filipińczycy (w składzie: James Aranas i Johann Chua) pokonali Niemców (w składzie: Joshua Filler i Moritz Neuhausen) 11:7[499].
- 30 czerwca–2 lipca – 17. edycja Pucharu Świata w piłce wodnej mężczyzn w Los Angeles. W finale reprezentanci Hiszpanii pokonali Włochów 10:4. Brąz wywalczyli Amerykanie, którzy wygrali z Węgrami 14:13[500].
- 30 czerwca-9 lipca – 34. edycja kolarskiego wyścigu Giro Donne we Włoszech. Po raz czwarty zwycięstwo odniosła Holenderka Annemiek van Vleuten z hiszpańskiej grupy Movistar Team. Holenderka wygrała również klasyfikację punktową i górską, natomiast jej ekipa drużynową. W klasyfikacji młodzieżowej najlepsza okazała się Włoszka Gaia Realini (Lidl-Trek)[501].
- 6–9 lipca – 78. edycja wielkoszlemowego turnieju golfowego kobiet US Open w amerykańskim mieście Pebble Beach, w Kalifornii. Po tytuł mistrzowski sięgnęła Amerykanka Allisen Corpuz[502].
- 11 lipca – 93. Mecz Gwiazd MLB w baseballu w Seattle, w stanie Waszyngton. Zwycięstwo odnieśli zawodnicy National League, którzy pokonali oponentów z American League 3:2. MVP turnieju został Wenezuelczyk Elías Díaz[503].
- 8–14 lipca – XIX Island Games w Guernsey. Klasyfikację medalową wygrała reprezentacja Guernsey. Drugie miejsce zajęli reprezentanci New Jersey, natomiast trzecie Isle of Man[504].
- 3–16 lipca – 136. edycja wielkoszlemowego turnieju tenisowego Wimbledon w Londynie. W grze pojedynczej triumfowali Hiszpan Carlos Alcaraz[505] i Czeszka Markéta Vondroušová[506]. W rywalizacji deblowej zwycięstwo odnieśli Holender Wesley Koolhof i Brytyjczyk Neal Skupski[507]. W grze mieszanej najlepsi okazali się Chorwat Mate Pavić i Ukrainka Ludmyła Kiczenok[508].
- 10–16 lipca – 41. edycja golfowego turnieju Senior Players Championship w amerykańskim mieście Akron, w stanie Ohio. Tytuł mistrzowski wywalczył Amerykanin Steve Stricker[509].
- 11–16 lipca – 40. Mistrzostwa świata w biegu na orientację w szwajcarskim Graubünden. Klasyfikację medalową wygrała reprezentacja Szwajcarii. Drugie miejsce zajęli Szwedzi, natomiast trzecie Norwegowie[510].
- 12–16 lipca – 5. finał Ligi Narodów siatkarek w piłce siatkowej w Arlington, w stanie Teksas. Po tytuł mistrzowski sięgnęły Turczynki, które w finale pokonały Chinki 3:1. Brązowy medal wywalczyły reprezentantki Polski, które wygrały z Amerykankami 3:2. MVP oraz najlepszą atakującą turnieju została Turczynka Melissa Vargas. Wyróżnione zostały również ich rodaczki, Zehra Güneş (środkowa) i Hatice Gizem Örge (libero), a także Chinki, Diao Linyu (rozgrywająca), Yuan Xinyue (środkowa) i Li Yingying (przyjmująca) oraz Polka Martyna Łukasik (przyjmująca)[511][512].
- 13–16 lipca – Mistrzostwa Świata w triathlonie sprinterskim w Hamburgu. Wśród mężczyzn najlepszy okazał się Nowozelandczyk Hayden Wilde, natomiast u kobiet Francuzka Cassandre Beaugrand. W rywalizacji sztafet mieszanych najlepsi okazali się reprezentanci Niemiec[513].
- 19 lipca – 1. edycja UEFA-CONMEBOL Club Challenge w Sewilli. Zwycięstwo w rzutach karnych 4:1 (1:1 w regulaminowym czasie gry) odnieśli piłkarze Sevilla FC, którzy pokonali rywali z ekwadorskiego Independiente del Valle[514].
- 26 czerwca–21 lipca – 21. edycja snookerowego turnieju Champions League w Anglii. W finale Anglik Shaun Murphy pokonał Walijczyka Marka Williamsa 3:0. Najwyższego brejka uzyskał Chińczyk Cao Yupeng (145)[515].
- 21 lipca
  - Kenijka Faith Kipyegon rezultatem 4 minut, 7 sekund i 64 setnych sekundy poprawiła lekkoatletyczny rekord świata w biegu na 1 milę podczas zawodów Diamentowej Ligi w Monako. Na tych samych zawodach Hiszpan Mohamed Katir poprawił rekord Europy w biegu na 5000 metrów, uzyskując wynik 12 minut, 45 sekund i 1 setnej sekundy[516].
- 5–22 lipca – Mistrzostwa świata kobiet w szachach w Szanghaju i Chongqing. W chińskim finale Ju Wenjun pokonała Lei Tingjie[517].
- 1–23 lipca – 110. edycja kolarskiego wyścigu Tour de France. Po drugie zwycięstwo z rzędu sięgnął Duńczyk Jonas Vingegaard z holenderskiej grupy Team Jumbo-Visma. W klasyfikacji punktowej triumfował Belg Jasper Philipsen (Alpecin-Deceuninck), w górskiej Włoch Giulio Ciccone, w młodzieżowej Słoweniec Tadej Pogačar (UAE Team Emirates), natomiast w drużynowej holenderska ekipa Team Jumbo-Visma. Najbardziej aktywnym zawodnikiem wyścigu był Belg Victor Campenaerts (Lotto Dstny)[518].
- 15–23 lipca – 30. edycja dartowego turnieju World Matchplay w angielskim Blackpool. W finale Anglik Nathan Aspinall pokonał Walijczykak Jonny’ego Claytona 18:6[519].
- 17–23 lipca – 28. Mistrzostwa Europy w pływaniu w płetwach w węgierskim Gödöllő. Klasyfikację medalową wygrała reprezentacja Węgier[520].
- 19–23 lipca
  - 5. edycja Ligi Narodów w piłce siatkowej mężczyzn w Gdańsku. W finale reprezentanci Polski pokonali Amerykanów 3:1. Brązowy medal wywalczyli Japończycy, którzy wygrali z reprezentantami Włoch 3:2. Najbardziej wartościowym zawodnikiem i libero turnieju został Polak Paweł Zatorski. Wyróżnieni zostali również inni reprezentanci Polski, Łukasz Kaczmarek (atakujący), Aleksander Śliwka (przyjmujący) i Jakub Kochanowski (środkowy), a także Amerykanie, David Smith (środkowy) i Micach Christenson (rozgrywający) oraz Japończyk Yūki Ishikawa[521][522].
  - 32. edycja Pucharu Hopmana, czyli nieoficjalnych Mistrzostw Świata drużyn mieszanych w tenisie ziemnym we francuskiej Nicei. W finale reprezentanci Chorwacji (w składzie: Donna Vekić i Borna Ćorić) pokonali Szwajcarów (w składzie: Céline Naef i Leandro Riedi) 2:0[523].
- 20–23 lipca – 151. edycja golfowego turnieju wielkoszlemowego Open Championship w angielskim Hoylake. Po tytuł mistrzowski sięgnął Amerykanin Brian Harman[524].
- 23 lipca
  - W trakcie pierwszego dnia Mistrzostw Świata w pływaniu padły trzy rekordy świata w pływaniu. Australijka Ariarne Titmus uzyskała wynik 3 minut, 55 sekund i 38 setnych sekundy w wyścigu na 400 metrów stylem dowolnym[525]. Francuz Léon Marchand przepłynął dystans 400 metrów stylem zmiennym w czasie 4 minut, 2 sekund i 50 setnych sekundy[526]. Australijska sztafeta 4x100 stylem dowolnym kobiet zakończyła wyścig z czasem 3 minut, 27 sekund i 96 setnych sekund[527]
  - 2. edycja dartowego turnieju kobiet World Matchplay w angielskim Blackpool. W finale Angielka Beau Greaves pokonała Japonkę Mikuru Suzuki 6:1[528].
- 26 lipca – W trakcie czwartego dnia Mistrzostw Świata w pływaniu w japońskiej Fukuoce Australijka Mollie O’Callaghan poprawiła rekord świata w wyścigu na 200 metrów stylem dowolnym, uzyskując rezultat 1 minuty, 52 sekund i 85 setnych sekundy[529].
- 27 lipca – Podczas piątego dnia Mistrzostw Świata w pływaniu w japońskiej Fukuoce australijska sztafet 4x200 metrów stylem dowolnym kobiet (w składzie: Mollie O’Calaghan, Shayna Jack, Brianna Throssell i Ariarne Titmus) pobiła rekord świata, uzyskawszy wynik 7 minut, 37 sekund i 50 setnych sekundy. Ponadto w tym samym dniu Francuz Léon Marchand rezultatem 1 minuty, 54 sekund i 82 setnych sekundy poprawił rekord Europy w wyścigu na 200 metrów stylem zmiennym[530].
- 22–28 lipca – 83. Mistrzostwa Świata w szermierce w Mediolanie. Klasyfikację medalową wygrała reprezentacja Włoch. Drugie miejsce zajęli Węgrzy, natomiast trzecie Japończycy[531]. Złoty medal wywalczyła żeńska drużyna szpadzistek (w składzie: Renata Knapik-Miazga, Magdalena Pawłowska, Martyna Swatowska-Wenglarczyk i Ewa Trzebińska)[532].
- 28 lipca – Chińczyk Qin Haiyang poprawił rekord świata w wyścigu na 200 metrów stylem klasycznym. W trakcie finału przepłynął dystans w czasie 2 minut, 5 sekund i 48 setnych sekundy[533].
- 8–29 lipca – 12. edycja The Rugby Championship w Argentynie, Australii, Nowej Zelandii i Republice Południowej Afryki. Po raz dwudziesty w historii najlepsza okazała się reprezentacja Nowej Zelandii. Najwięcej punktów wywalczył Nowozelandczyk Richie Mo‘unga (28), natomiast przyłożeń reprezentant Republiki Południowej Afryki Kurt-Lee Arendse[534].
- 25–29 lipca – 18. edycja Drużynowego Pucharu Świata w jeździe na żużlu we Wrocławiu. Po raz dziewiąty w historii po tytuł mistrzowski sięgnęła reprezentacja Polski (w składzie: Bartosz Zmarzlik, Maciej Janowski, Patryk Dudek, Janusz Kołodziej i Dominik Kubera)[535].
- 29 lipca
  - 42. edycja kolarskiego wyścigu Clásica de San Sebastián w Hiszpanii. Po wygraną sięgnął Belg Remco Evenepoel z belgijskiej grupy Soudal Quick-Step[536].
  - W trakcie siódmego dnia Mistrzostw Świata w japońskiej Fukuoce padły trzy rekordy świata. W półfinale wyścigu na 50 metrów stylem dowolnym Szwedka Sarah Sjöström pokonała dystans w czasie 23 sekund i 61 setnych sekundy. W półfinałowym wyścigu na 50 metrów stylem klasycznym Litwinka Rūta Meilutytė popłynęła w czasie 29 sekund i 30 setnych sekundy, czym wyrównała rekord świata. Sztafeta mieszana Australii (w składzie: Jack Cartwright, Kyle Chalmers, Shayna Jack i Mollie O’Callaghan) popłynęła w finale 4x100 metrów stylem dowolnym w czasie 3 minut, 18 sekund i 83 setnych sekundy[537].
- 14–30 lipca – 20. Mistrzostwa Świata w pływaniu w japońskiej Fukuoce. Klasyfikację medalową wygrała reprezentacja Chin. Drugie miejsce zajęli Australijczycy, natomiast trzecie Amerykanie[538]. Srebrny medal w wyścigu na 200 metrów stylem motylkowym wywalczył Polak Krzysztof Chmielewski[539].
- 23–30 lipca – 2. edycja kolarskiego wyścigu kobiet Tour de France Femmes. Zwycięstwo odniosła Holenderka Demi Vollering z holenderskiej grupy SD Worx, która zwyciężyła również w rywalizacji drużynowej. Trzecie miejsce zajęła Polka Katarzyna Niewiadoma (Canyon-SRAM), która wygrała także klasyfikację górską. W klasyfikacji punktowej triumfowała Belgijka Lotte Kopecky (SD Worx), natomiast w młodzieżowej Francuzka Cédrine Kerbaol (Ceratizit–WNT Pro Cycling). Najbardziej aktywną zawodniczką wyścigu była Holenderka Yara Kastelijn (Fenix–Deceuninck)[540].
- 27–30 lipca
  - 30. edycja golfowego turnieju Evian Championship we francuskim Évian-les-Bains. Po tytuł mistrzowski sięgnęła Francuzka Céline Boutier[541].
  - 36. edycja golfowego turnieju Senior Open Championship w walijskim Porthcawl. Zwycięstwo odniósł Niemiec Alex Cejka[542].
  - 4. edycja Pucharu Challengera w piłce siatkowej mężczyzn w katarskiej Dausze. W finale reprezentanci Turcji pokonali Szwedów 3:2. Trzecie miejsce zajęli Ukraińcy, którzy wygrali z reprezentantami Chile 3:0[543].
  - 4. edycja Pucharu Challengera w piłce siatkowej kobiet we francuskim Laval. W finale Francuzki pokonały reprezentantki Szwecji 3:1. Brązowy medal wywalczyły Kolumbijki, które wygrały z reprezentantkami Ukrainy 3:1[544].
- 30 lipca
  - Zakończył się 9. sezon Mistrzostw Świata Formuły E. W klasyfikacji kierowców najlepszy okazał się Brytyjczyk Jake Dennis, natomiast w rywalizacji zespołowej ekipa Envision Racing[545].
  - Litwinka Rūta Meilutytė poprawiła rekord świata podczas Mistrzostw Świata w pływaniu w japońskiej Fukuoce, w finałowym na 50 metrów stylem klasycznym, kończąc wyścig w czasie 29 sekund i 16 setnych sekundy[546].

## Sierpień
- 29 lipca-4 sierpnia – 80. edycja kolarskiego wyścigu Tour de Pologne. W klasyfikacji generalnej i sprinterskiej najlepszy okazał się Słoweniec Matej Mohorič z grupy Team Bahrain Victorious. Trzecie miejsce zajął Polak Michał Kwiatkowski (Ineos Grenadiers). Klasyfikację górską wygrał Norweg Markus Hoelgaard (Lidl-Trek), natomiast drużynową UAE Team Emirates. Najbardziej aktywnym zawodnikiem wyścigu został Polak Patryk Stosz (Polski Związek Kolarski)[547].
- 28 lipca-6 sierpnia
  - 16. Mistrzostwa Świata w netballu w Republice Południowej Afryki. W finale Australijczycy pokonali Anglików 61:45. To dwunasty tytuł w historii tego kraju. Brązowy medal wywalczyli reprezentanci Jamajki, którzy wygrali z Nowozelandczykami 52:45[548].
  - XX1 Igrzyska Policji i Straży Pożarnej w kanadyjskim Winnipeg. W klasyfikacji medalowej triumf odnieśli reprezentanci Stanów Zjednoczonych. Drugie miejsce zajęli Kanadyjczycy, natomiast trzecie Hindusi. Polacy zdobyli łącznie trzynaście medali – sześć złotych, pięć srebrnych i dwa brązowe[549].

- 31 lipca-6 sierpnia
  - 52. Mistrzostwa Świata w łucznictwie w Berlinie. Klasyfikację medalową wygrali Hindusi. Drugie miejsce zajęli reprezentanci Korei Południowej, natomiast trzecie ex-aequo Niemcy, Polacy i Turkowie[550]. Reprezentacja Polski wywalczyła dwa medale – złoto zdobyła drużyna mężczyzn w strzelaniu z łuku bloczkowego (w składzie: Rafał Dobrowolski, Przemysław Konecki i Łukasz Przybylski)[551], natomiast srebro indywidualnie Łukasz Przybylski[552].
- 2–6 sierpnia – 31. Mistrzostwa Europy w siatkówce plażowej w Monachium. Wśród mężczyzn najlepsi okazali się Szwedzi David Åhman i Jonatan Hellvig[553], natomiast u kobiet Szwajcarki Nina Brunner i Tanja Hüberli[554].
- 4–6 sierpnia – 12. edycja Judo World Masters w Budapeszcie. W klasyfikacji medalowej triumfowała reprezentacja Japonii. Drugie miejsce zajęli Francuzi, natomiast trzecie Gruzini[555].
- 28 lipca-8 sierpnia – XXXI Letnia Uniwersjada w chińskim Chengdu. Reprezentacja Chin sięgnęła po zwycięstwo w klasyfikacji medalowej. Drugie miejsce zajęli Japończycy, natomiast trzecie reprezentanci Korei Południowej. Reprezentacja Polski wywalczyła czwartą pozycję z dorobkiem czterdziestu medali – piętnastu złotych, trzynastu srebrnych i dwunastu brązowych[556].
- 1–12 sierpnia – 18. Mistrzostwa Świata we wspinaczce sportowej w szwajcarskim Bernie. W klasyfikacji medalowej ex aequo pierwsze miejsce zajęli reprezentanci Austrii i Słowenii. Podium dopełnili Francuzi[557]. Polka Aleksandra Mirosław zdobyła brązowy medal we wspinaczce na czas[558]
- 3–13 sierpnia – 1. Multimistrzostwa Świata w kolarstwie w szkockim Glasgow. Klasyfikację medalową wygrała reprezentacja Wielkiej Brytanii. Drugie miejsce zajęli. Drugie miejsce Francuzi, natomiast trzecie Holendrzy. Polacy wywalczyli pięć medali w wyścigach amatorów oraz jeden wśród paraolimpijczyków[559].
- 7–13 sierpnia – 133. (121.) edycja tenisowego turnieju Masters 1000 Canadian Open. W grze pojedynczej najlepsi okazali się Włoch Jannik Sinner[560] i Amerykanka Jessica Pegula[561]. Polka Iga Świątek dotarła do półfinału turnieju[562]. W zmaganiach deblowych triumf odnieśli Salwadorczyk Marcelo Arévalo i Holender Jean-Julien Rojer[563] oraz reprezentantki Japonii, Shuko Aoyama i Ena Shibahara[564].
- 10–13 sierpnia – 47. edycja wielkoszlemowego turnieju golfowego kobiet British Open w angielskim Surrey. Tytuł mistrzowski wywalczyła Amerykanka Lilia Vu[565].
- 16 sierpnia – 48. finał Superpucharu Europy UEFA w piłce nożnej mężczyzn w greckim Pireusie. Po pierwszy tytuł w historii sięgnęli piłkarze angielskiego Manchesteru City, którzy pokonali rywali z hiszpańskiej Sevilli 1:0. Zawodnikiem meczu został Anglik Cole Palmer[566].
- 19 sierpnia – Amerykańska sztafeta mieszana 4x400 metrów (w składzie: Justin Robinson, Rosey Effiong, Matthew Bolling, Alexis Holmes i Ryan Willie) pobiła rekord świata podczas Mistrzostw Świata w lekkoatletyce w Budapeszcie. W trakcie finału przebiegli dystans w czasie 3 minut, 8 sekund i 80 setnych sekundy[567].
- 20 lipca–20 sierpnia – 9. Mistrzostwa Świata w piłce nożnej kobiet w Australii i Nowej Zelandii. W finale Hiszpanki pokonały Angielki 1:0. Brązowy medal wywalczyły reprezentantki Szwecji, które wygrały z Australijkami 2:0. MVP turnieju wybrano Hiszpankę Aitanę Bonmatí, natomiast najlepszą młodą piłkarką jej rodaczkę Salma Paralluelo. Najlepszą bramkarką została reprezentantka Anglii Mary Earps, natomiast królową strzelczyń Japonka Hinata Miyazawa (5 goli). Nagrodę Fair play otrzymała reprezentacja Japonii[568][569].
- 10–20 sierpnia – 6. Multimistrzostwa Świata w żeglarstwie w holenderskiej Hadze. Klasyfikację medalową wygrała reprezentacja Holandii. Drugie miejsce zajęli Francuzi, natomiast trzecie Włosi[570]. Polacy wywalczyli dwa medale. Po klasie Hansa 303 po złoto sięgnął Piotr Cichocki, natomiast po srebro Olga Górnaś-Grudzień[571].
- 13–20 sierpnia – 122. (95. u kobiet) edycja tenisowego turnieju Western & Southern Open Cincinatti Master 1000. W grze pojedynczej triumf odnieśli Serb Novak Đoković[572] i Amerykanka Coco Gauff[573]. W rywalizacji deblowej najlepsi okazali się Argentyńczycy Máximo González i Andrés Molteni[574] oraz reprezentantki Stanów Zjednoczonych Alycia Parks i Taylor Townsend[575].
- 20 sierpnia – 25. edycja kolarskiego wyścigu Cyclassics Hamburg. Po zwycięstwo sięgnął Duńczyk Mads Pedersen z amerykańskiej grupy Lidl-Trek[576].
- 30 lipca–24 sierpnia – 12. edycja Pucharu Świata w szachach w azerskim Baku. Wśród mężczyzn najlepszy okazał się Norweg Magnus Carlsen[577], natomiast u kobiet Rosjanka Aleksandra Goriaczkina[578]
- 10–27 sierpnia
  - 17. edycja golfowego turnieju BMW Championship. Tytuł mistrzowski zdobył Norweg Viktor Hovland[579].
  - 17. edycja golfowego turnieju St. Jude Championship. Zwycięstwo odniósł Amerykanin Lucas Glover[580].
  - 37. edycja golfowego turnieju Tour Championship. Po tytuł sięgnął Norweg Viktr Hovland[581].
- 18–27 sierpnia
  - 16. Mistrzostwa Europy w hokeju mężczyzn na trawie w niemieckim Mönchengladbach. W finale Holendrzy pokonali Anglików 2:1. To siódmy tytuł w historii tego kraju. Brąz zdobyli reprezentanci Belgii, którzy wygrali z Niemcami 2:0. MVP turnieju został Niemiec Teo Hinrichs, natomiast najlepszym bramkarzem jego rodak Jean Danneberg. Królem strzelców z sześcioma golami oraz najlepszym młodym zawodnikiem został Holender Duco Telgenkamp[582].
  - 16. Mistrzostwa Europy w hokeju kobiet na trawie w niemieckim Mönchengladbach. W finale Holenderki pokonały Belgijki 3:1. To dwunaste mistrzostwo w historii tej reprezentacji. Brązowy medal wywalczyły Niemki, które wygrały z Angielkami 3:0. Najbardziej wartościową zawodniczką turnieju uznano Belgijkę Charlotte Englebert, natomiast najlepszą młodą zawodniczkę jej rodaczkę Emily White. Włoszkę Lucię Caruso wybrano najlepszą bramkarką. Z siedmioma bramkami królową strzelczyń została Holenderka Yibbi Jansen[583].
- 19–27 sierpnia – 19. Mistrzostwa Świata w lekkoatletyce w Budapeszcie. W klasyfikacji medalowej triumfowała reprezentacja Stanów Zjednoczonych. Drugie miejsce zajęli Kanadyjczycy, natomiast trzecie Hiszpanie. Srebrne medale dla Polski wywalczyli Wojciech Nowicki (rzut młotem) i Natalia Kaczmarek (400 metrów)[584].
- 21–27 sierpnia
  - 28. Mistrzostwa Świata w badmintonie w Kopenhadze. W grze pojedynczej najlepsi okazali się Taj Kunlavut Vitidsarn i reprezentantka Korei Południowej An Se-young. W deblu zwycięstwo odnieśli inni Koreańczycy Kang Min-hyuk i Seo Seung-jae oraz Chinki Chen Qingchen i Jia Yifan. W mikście triumf odniósł Koreańczyk Seo Seung-jae wraz z rodaczką Chae Yoo-jung[585].
  - 28. Mistrzostwa świata w biathlonie letnim w słowackim Osrblie. W klasyfikacji medalowej zwycięstwo odnieśli Bułgarzy przed Ukraińcami i Estończykami[586]. Złoty medal w superprincie wywalczył Polak Jan Guńka[587].
- 22–27 sierpnia – 25. edycja snookerowego turnieju European Masters w niemieckiej Norymberdze. W angielskim finale Barry Hawkins pokonał Judda Trumpa 9:6[588].
- 23–27 sierpnia
  - 48. Mistrzostwa świata w kajakarstwie sprinterskim w niemieckim Duisburgu. W klasyfikacji medalowej najlepsi okazali się reprezentanci Niemiec. Drugie miejsce zajęli Hiszpanie, natomiast trzecie Kanadyjczycy. Polacy wywalczyli dziewięć medali – Martyna Klatt i Helena Wiśniewska (złoto – K-2 200 metrów[589], srebro – K-2 500 metrów[590]), Dominika Putto (brąz indywidualnie – K-1 200 metrów[590], srebro drużynowo wspólnie z Karoliną Nają, Anną Puławską i Adrianną Kąkol – K-4 500 metrów[589]), Oleksii Koliadych (brąz indywidualnie – K-1 200 metrów[589]), Justyna Iskrzycka (srebro – K-1 1000 metrów[591]), Wiktor Głazunow (brąz indywidualnie – C-1 5000 metrów[590], srebro drużynowo wspólnie z Aleksandrem Kitewskim, Tomaszem Barniakiem i Normanem Zezulą – C-4 500 metrów[591], srebro w mikście wspólnie z Sylwią Szczerbińską – XC-2 500 metrów[590]).
  - 40. Mistrzostwa świata w gimnastyce artystycznej w Walencji. Klasyfikację medalową wygrała reprezentacja Niemiec. Drugie miejsce zajęli Izraelici, natomiast trzecie Bułgarzy[592].
  - 18. edycja kolarskiego wyścigu Renewi Tour w Belgii. Po wygraną sięgnął Belg Tim Wellens z grupy UAE Team Emirates. W pozostałych klasyfikacjach wygrali jego rodacy – Arnaud De Lie (Lotto-Dstny) w klasyfikacji punktowej i młodzieżowej, natomiast Aaron Van Poucke (Team Flanders–Baloise) był najbardziej aktywnym zawodnikiem wyścigu. Klasyfikację drużynową wygrała ekipa UAE Team Emirates[593].
  - Wyścig Dookoła Skandynawii kobiet. Zwycięstwo odniosła Holenderka Annemiek van Vleuten[594].
- 24–27 sierpnia – 5. edycja golfowego turnieju US Senior Womens Open w amerykańskim mieście Portland, w stanie Oregon. Po tytuł mistrzowski sięgnęła Amerykanka Trish Johnson[595].
- 19–28 sierpnia – 62. Mistrzostwa świata w pięcioboju nowoczesnym w brytyjskim Bath. Klasyfikację medalową wygrali Egipcjanie przed Litwinami i Włochami[596].

## Wrzesień
- 2 września – Kolarski wyścig kobiet Classic Lorient Agglomération we Francji. Po wygraną sięgnęła Holenderka Mischa Bredewold. Drugie miejsce zajęła Polka Marta Lach[597].
- 14 sierpnia-3 września – 53. Multimistrzostwa w strzelectwie sportowym w azerskim Baku. Klasyfikację medalową wygrała reprezentacja Chin. Drugie miejsce zajęli Ukraińcy, natomiast trzecie Hindusi[598]. Reprezentacja Polski wywalczyła sześć medali. Po złoto sięgnęli Maciej Kowalewicz (karabin na trzech podstawach z 300 metrów)[599], Karolina Romańczyk (karabin w pozycji leżącej z 300 metrów)[600] oraz Łukasz Czapla (strzelanie do ruchomej tarczy z 50 metrów)[601]. Srebro zdobył Tomasz Bartnik (karabin na trzech podstawach z 300 metrów)[599], Karolina Romańczyk (karabin na trzech podstawach z 300 metrów)[599] oraz męska drużyna w strzelaniu z 300 metrów w pozycji leżącej (w składzie: Daniel Romańczyk, Tomasz Bartnik i Maciej Kowalewicz)[600].
- 15 sierpnia-3 września – 33. Mistrzostwa Europy w piłce siatkowej kobiet we Włoszech, Niemczech, Belgii i Estonii. W finale Turczynki pokonały Serbki 3:2[602]. Brązowy medal wywalczyły reprezentantki Holandii, które wygrały z Włoszkami 3:0. MVP turnieju została Turczynka Melissa Vargas[603]. Polskie zawodniczki dotarły do ćwierćfinału turnieju[604].
- 26 sierpnia-3 września – 71. Mistrzostwa Świata we wrotkarstwie szybkim we włoskim Montecchio Maggiore. Klasyfikację medalową wygrała reprezentacja Kolumbii. Drugie miejsce zajęli Belgowie, natomiast trzecie Włosi[605].
- 3 września
  - Zakończył się 19. sezon Motocrossowych Mistrzostw Świata kobiet. Po czwarte mistrzostwo w karierze sięgnęła Nowozelandka Courtney Duncan[606]. Tytuł w klasyfikacji konstruktorów wywalczyła japońska stajnia Kawasaki[607].
  - 86. edycja kolarskiego wyścigu Bretagne Classic Ouest-France. Zwycięstwo odniósł Francuz Valentin Madouas z francuskiej grupy Groupama-FDJ[608].
- 5 września – W trakcie drugiego dnia Mistrzostw Świata w podnoszeniu ciężarów w arabskim Rijad padły dwa rekordy świata – w podrzucie i dwuboju. W kategorii do 49 kg Chinka Jiang Huihua podrzuciła 120 kg oraz osiągnęła wynik 215 kg w dwuboju[609].
- 5–7 września
  - 8. Mistrzostwa Europy w koszykówce 3×3 mężczyzn w Jerozolimie. W finale Serbowie pokonali Litwinów 22:20. Brązowy medal wywalczyli reprezentanci Łotysze, którzy wygrali z Francuzami 22:19[610].
  - 8. Mistrzostwa Europy w koszykówce 3×3 kobiet w Jerozolimie. W finale reprezentantki Holandii pokonały Hiszpanki 21:18. Brąz zdobyły Litwinki, które pokonały reprezentantki Portugalii 22:14[610].
- 8 września
  - 12. edycja kolarskiego wyścigu Grand Prix Cycliste de Québec. Zwycięstwo odniósł Belg Arnaud De Lie z belgijskiej grupy Lotto Dstny[611].
  - Norweg Jakob Ingebrigtsen pobił rekord świata w biegu na 2000 metrów. Podczas mityngu Diamentowej Ligi przebiegł dystans w czasie 4 minut, 43 sekund i 13 setnych sekundy[612].
- 9 sierpnia
  - Zakończył się 1. sezon Motocyklowych Mistrzostw Świata MotoE. Po tytuł mistrzowski wśród kierowców sięgnął Włoch Mattia Casadei, natomiast wśród zespołów hiszpańska ekipa HP Pons Los40[613].
  - 11. edycja Światowego Finału Ligi Surfingowej w amerykańskim mieście San Clemente, w Kalifornii. Wśród mężczyzn najlepszy okazał się Brazylijczyk Filipe Toledo, natomiast u kobiet Amerykanka Caroline Marks[614].
- 25 sierpnia–10 września – 19. Mistrzostwa świata w koszykówce mężczyzn w Indonezji, Japonii i na Filipinach. W finale reprezentanci Niemiec pokonali Serbów 83:77. Brązowy medal wywalczyli Kanadyjczycy, którzy wygrali z reprezentantami Stanów Zjednoczonych w dogrywce 127:118. MVP turnieju został Niemiec Dennis Schröder, natomiast najskuteczniejszym zawodnikiem Słoweniec Luka Dončić[615].
- 28 sierpnia–10 września – 143. edycja wielkoszlemowego turnieju tenisowego US Open. W grze pojedynczej triumfowali Serb Novak Đoković (po raz czwarty)[616] i Amerykanka Coco Gauff[617]. W rywalizacji deblowej najlepsi okazali się Amerykanin Rajeev Ram i Joe Salisbury (po raz trzeci)[618] oraz Kanadyjka Gabriela Dabrowski i Nowozelandka Erin Routliffe[619]. W mikście zwycięstwo odnieśli Kazaszka Anna Danilina i Fin Harri Heliövaara[620].
- 29 sierpnia–10 września – 14. Mistrzostwa Świata w bowls w australijskim Gold Coast. Wśród mężczyzn zwycięstwo odniósł Kanadyjczyk Ryan Bester[621], natomiast u kobiet Nowozelandka Tayla Bruce[622]
- 3–10 września – 51. Mistrzostwa Świata w wioślarstwie w Belgradzie. W klasyfikacji medalowej triumf odnieśli Holendrzy. Drugie miejsce zajęli Brytyjczycy, natomiast trzecie Włosi[623]. Reprezentanci Polski wywalczyła dwa brązowe medale – czwórka podwójna (w składzie: Dominik Czaja, Fabian Barański, Mirosław Ziętarski i Mateusz Biskup)[624] oraz Artur Mikołajczewski (jedynka wagi lekkiej)[625]
- 4–10 września – 31. Mistrzostwa Europy w ujeżdżeniu w niemieckim Riesenbeck. Klasyfikację medalową wygrała reprezentacja Niemiec. Drugie miejsce zajęli Holendrzy, natomiast trzecie Duńczycy[626].
- 5–10 września – Wyścig kolarski Simac Ladies Tour w Holandii. Po wygraną sięgnęła Belgijka Lotte Kopecky[627].
- 10 września
  - Zakończył się 112. sezon Indy Car Series. Po drugie w karierze tytuł mistrzowski sięgnął Hiszpan Álex Palou. Tytuł w klasyfikacji konstruktorów wywalczył Chevrolet, natomiast wśród zespołów najlepszy okazał się Chip Ganassi Racing. Debiutantem roku został Nowozelandczyk Marcus Armstrong[628].
  - 12. edycja kolarskiego wyścigu Grand Prix Cycliste de Montréal. Zwycięstwo odniósł Brytyjczyk Adam Yates z grupy UAE Team Emirates[629].
- 11 września – Indonezyjczyk Rahmat Erwin Abdullah poprawił rekord świata w podrzucie podczas Mistrzostw Świata w podnoszeniu ciężarów w arabskim Rijadzie. Ciężarowiec, który brał udział w kategorii do 81 kg, podrzucił 209 kg[630].
- 13 września – Chinka Liao Guifang poprawiła dwa rekordy świata podczas Mistrzostw Świata w podnoszeniu ciężarów w arabskim Rijadzie. W podrzucie podniosła 153 kg, natomiast w dwuboju 273 kg[631].
- 15 sierpnia
  - Polka Aleksandra Mirosław pobiła rekord świata we wspinaczce sportowej na czas. W trakcie kwalifikacji olimpijskich w Rzymie uzyskał czas 6 sekund i 26 setnych sekundy[632].
  - Chinka Liang Xiaomei poprawiła rekord świata w podrzucie podczas Mistrzostw Świata w podnoszeniu ciężarów w arabskim Rijadzie. Zawodniczka podrzuciła 159 kg[633].
- 28 sierpnia–16 września – 33. Mistrzostwa Europy w piłce siatkowej mężczyzn we Włoszech, Bułgarii, Macedonii Północnej i Izraelu. W finale Polacy pokonali Włochów 3:0. To drugi tytuł w historii tej reprezentacji. Brązowy medal wywalczyli reprezentanci Słowenii, którzy wygrali z Francuzami 3:2. MVP turnieju został Polak Wilfredo León[634][635].
- 9–16 września – III Igrzyska Sportów Plażowych w greckim Heraklionie. Klasyfikację medalową wygrała reprezentacja Włoch. Drugie miejsce zajęli Grecy, natomiast trzecie Hiszpanie[636].
- 2–17 września – 88. Mistrzostwa Świata w podnoszeniu ciężarów w arabskim Rijad. W ogólnej klasyfikacji medalowej triumf odnieśli Chińczycy. Drugie miejsce zajęli Tajowie, natomiast trzecie ex aequo reprezentanci Chińskiego Tajpej i Egiptu. W klasyfikacji małych medali również najlepsi okazali się Chińczycy, którzy wyprzedzili Tajów i reprezentantów Chińskiego Tajpej[637].
- 10–17 września – 42. Mistrzostwa Europy w tenisie stołowym w szwedzkim Malmö. Wśród mężczyzn najlepsi okazali się reprezentanci Szwecji, natomiast u kobiet Niemki[638].
- 11–17 września – 14. edycja snookerowego turnieju Shanghai Masters. W finale Anglik Ronnie O’Sullivan pokonał Belga Lukę Brecela 11:9. O’Sullivan uzyskał także najwyższego brejka turnieju (143 punkty)[639].
- 15–17 września – Wyścig Dookoła Romandii kobiet w Szwajcarii. Zwycięstwo odniosła Holenderka Demi Vollering. Drugie miejsce zajęła Polka Katarzyna Niewiadoma[640].
- 26 sierpnia–17 września – 78. edycja kolarskiego wyścigu Vuelta a España. Po wygraną sięgnął Amerykanin Sepp Kuss z holenderskiej grupy Team Jumbo-Visma. W klasyfikacji punktował zwyciężył Australijczyk Kaden Groves (Alpecin-Deceuninck), w górskiej Belg Remco Evenepoel (Soudal Quick-Step), w młodzieżowej Hiszpan Juan Ayuso (UAE Team Emirates), natomiast w drużynowej grupa Team Jumbo-Visma. Najbardziej aktywnym zawodnikiem wyścigu był Belg Remco Evenepoel (Soudal Quick-Step)[641].
- 17 września
  - Zakończyła się 14. edycja Diamentowej Ligi. W poszczególnych klasyfikacji zwycięstwo odnieśli Amerykanie, Christian Coleman (100 metrów), Rai Benjamin (400 metrów przez płotki), Joe Kovacs (pchnięcie kulą), Katie Moon (skok o tyczce), Chase Eatey (pchnięcie kulą) i Valarie Allman (rzut dyskiem), Jamajczycy, Hansle Parchment (110 metrów przez płotki) i Shericka Jackson (100 i 200 metrów), Kenijczycy, Emmanuel Wanyonyi (800 metrów), Simon Kiprop Koech (3000 metrów z przeszkodami) i Faith Kipyegon (1500 metrów), Szwedzi, Armand Duplantis (skok o tycze) i Tobias Montler (skok w dal), a także Kanadyjczyk Andre de Grasse (200 metrów), Grenadyjczyk Kirani James, Norweg Jakob Ingebrigtsen (1500 i 5000 metrów), Włoch Andy Díaz Hernández (trójskok), reprezentant Korei Południowej Woo Sang-hyeok (skok wzwyż), Australijczyk Matthew Denny (rzut dyskiem), Czech Jakub Vadlejch (rzut oszczepem), Dominikanka Marileidy Paulino (400 metrów), Brytyjka Keely Hodgkinson (800 metrów), Nigeryjka Tobi Amusan (100 metrów przez płotki), Holenderka Femke Bol (400 metrów przez płotki), reprezentantka Bahrajnu Winfred Yavi (3000 metrów z przeszkodami), Serbka Ivana Vuleta (skok w dal), Wenezuelka Yulimar Rojas (trójskok), Ukrainka Jarosława Mahuczich (skok wzwyż) oraz Japonka Haruka Kitaguchi (rzut oszczepem)[642].
  - Zakończył się 53. sezon Indywidualnych mistrzostw świata w long tracku. Po tytuł mistrzowski sięgnął Niemiec Martin Smoliński[643].
  - Podczas mityngu Diamentowej Ligi w Eugene ustanowione zostały dwa rekordy świata oraz Rekordy Europy w lekkoatletyce. W pierwszym przypadku dokonali tego Szwed Armand Duplantis w skoku o tyczce (6 metrów i 23 centymetry) oraz Etiopka Gudaf Tsegay (14 minut i 21 setnych sekundy). Rekordy Europy uzyskał z kolei Norweg Jakob Ingebrigtsen – w biegu na milę pobiegł w czasie 3 minut, 43 sekund i 73 setnych sekundy, natomiast 3000 metrów zakończył w czasie 7 minut, 23 sekund i 63 setnych sekundy[644].
- 16–24 września – 73. Mistrzostwa Świata w zapasach w Belgradzie. Klasyfikację medalową wygrała reprezentacja Japonii. Drugie miejsce zajęli Amerykanie, natomiast trzecie reprezentanci Kirgistanu[645].
- 19–24 września
  - 43. Mistrzostwa Świata w kajakarstwie górskim w Londynie. W klasyfikacji medalowej triumf odnieśli Brytyjczycy. Drugie miejsce zajęli Australijczycy, natomiast trzecie Francuzi[646]. Brązowe medale dla Polski wywalczyli Klaudia Zwolińska (K1 indywidualnie)[647] oraz Mateusz Polaczyk, Michał Pasiut i Dariusz Popiela (K1 drużynowo)[648].
  - 26. edycja Europejskiej Ligi piłki nożnej plażowej mężczyzn w we Włoszech. W finale reprezentanci Włoch pokonali Hiszpanów 5:4. To trzeci tytuł w historii tej reprezentacji. Brąz dzięki wygranej 6:5 z Portugalczykami zdobyli Białorusini. Najbardziej wartościowym zawodnikiem turnieju został Włoch Marco Giordani, natomiast najlepszym bramkarzem jego rodak Leandro Casapieri. Królem strzelców z dorobkiem piętnastu bramek został Szwajcar Noël Ott[649].
- 17–23 września – 2. edycja tenisowego turnieju kobiet WTA Masters 1000 Guadalajara Open w Meksyku. W grze pojedynczej zwyciężyła Greczynka Maria Sakkari[650], natomiast w deblu Australijka Storm Hunter i Belgijka Elise Mertens[651].
- 20–24 września
  - 29. Mistrzostwa Europy w kolarstwie szosowym w holenderskim Drenthe. Klasyfikację medalową ex aequo wygrali reprezentanci Włoch i Wielkiej Brytanii. Trzecie miejsce również ex aequo zajęli Belgowie i Francuzi[652].
  - 3. edycja Europejskiej Ligi piłki nożnej plażowej kobiet we Włoszech. W finale Hiszpanki pokonały Portugalki 3:2. To drugi tytuł w historii tej reprezentacji. Brązowy medal wywalczyły Polki, które wygrały z reprezentantkami Czech 2:1. Hiszpanka Andrea Mirón została uznana najlepszą zawodniczką turnieju, natomiast Portugalka Jamila Marreiros najlepszą bramkarką. Najwięcej bramek strzeliły Czeszka Michaela Čulová i Włoszka Veronica Privitera (8)[653].
- 21–24 września – 33. edycja Klubowych Mistrzostw Świata w koszykówce mężczyzn w Singapurze. W finale zawodnicy brazylijskiego Sesi Franca pokonali rywali z niemieckiego Telekom Baskets Bonn 70:69. Brązowy medal wywalczyli koszykarze chińskiego Zhejiang Golden Bulls, którzy wygrali z oponentami z egipskiego Al Ahly 81:74. MVP turnieju został Amerykanin David Jackson, natomiast najskuteczniejszym zawodnikiem Brazylijczyk Lucas Dias[654].
- 22–24 września
  - 6. edycja Pucharu Lavera w tenisie ziemnym w Vancouver. Po tytuł sięgnęła Drużyna Światowa, która pokonała Drużynę Europejską[655].
  - 18. edycja golfowego turnieju kobiet Solheim Cup w hiszpańskim Casares. Po tytuł mistrzowski sięgnęła reprezentacja Europy, która pokonała Stany Zjednoczone 3:1[656].
  - 22. Mistrzostwa Świata w breakdancingu w belgijskim Leuven. Zwycięstwo odnieśli Amerykanin Victor Montalvo i Litwinka Dominika Banevič[657]
- 24 września
  - Zakończył się 67. sezon Motocrossowych Mistrzostw Świata. W królewskiej kategorii MX1 po tytuł mistrzowski sięgnął Hiszpan Jorge Prado[658], natomiast w klasie MX2 Włoch Andrea Adamo[659]. W obu seriach w klasyfikacji konstruktorów triumfowała japońska. Yamaha[660][661].
  - 49. Maraton Berliński. Po zwycięstwo sięgnęli Kenijczyk Eliud Kipchoge i Etiopka Tigst Assefa, które pobiła rekord świata, przebiegając dystans w czasie 2 minut, 11 sekund i 52 setnych sekundy[662].
  - 15. Drużynowe mistrzostwa świata w long tracku w holenderskim Roden. Zwycięstwo odnieśli reprezentanci Holandii (w składzie: Romano Hummel, Dave Meijerink, Mika Meijer i Jannick de Jong)[663].
  - 3. finał European League of Football w futbolu amerykańskim w niemieckim Duisburgu. W niemieckim finale zawodnicy Rhein Fire pokonali oponentów ze Stuttgartu Surge 46:34[664].
- 8–27 września – 53. Mistrzostwa Europy w strzelectwie w chorwackim Osijeku. Klasyfikację medalową wygrała reprezentacja Włoch. Drugie miejsce zajęli Brytyjczycy, natomiast trzecie Słowacy[665].
- 28 września – 22. finał Superpucharu Europy FIBA w koszykówce kobiet we francuskim Lyonie. Zwycięstwo odniosły zawodniczki tureckiego Fenerbahçe, które wygrali z koszykarkami francuskiego LDLC ASVEL Féminin 109:52. MVP i najskuteczniejszą zawodniczką turnieju została Amerykanka Napheesa Collier[666].
- 30 września – Zakończył się 29. sezon Speedway Grand Prix, czyli Indywidualnych Mistrzostw Świata w jeździe na żużlu. Po czwarty tytuł mistrzowski w karierze sięgnął Polak Bartosz Zmarzlik[667].

## Październik
- 24 września–1 października – Mistrzostwa Świata w paddleboardingu we Francji. Najlepsza okazała się reprezentacja Francji[668].
- 25 września–1 października – 29. edycja snookerowego turnieju British Open w angielskim Cheltenham. W finale Walijczyk Mark Williams pokonał Anglika Marka Selby’ego 10:7. Najwyższego brejka uzyskał Chińczyk Xiao Guodong (140 punktów)[669].
- 29 września–1 października – 44. edycja Pucharu Rydera w golfie w Rzymie. Po tytuł sięgnęli reprezentanci Europy, którzy pokonali Amerykanów 16,5:11:5[670].
- 1 października
  - Zakończył się 7. sezon Mistrzostw Świata Supersportów 300. Po raz drugi w karierze najlepszy okazał się Holender Jeffrey Buis. W klasyfikacji zespołowej triumf odniosła belgijska ekipa MTM Kawasaki. Mistrzostwo konstruktorów wywalczyła japońska stajnia Kawasaki[671].
  - 102. edycja Prix de l’Arc de Triomphe w jeździectwie we Francji. Po zwycięstwo sięgnął Włoch Cristian Demuro na irlandzkim koniu Ace Impact[672].
- 30 września–1 października – 1. Mistrzostwa Świata w biegach ulicznych w Rydze. Klasyfikację medalową wygrała reprezentacja Kenii. Drugie miejsce zajęli Etiopczycy, natomiast trzecie Amerykanie[673].
- 7 października – 117. edycja kolarskiego wyścigu Dookoła Lombardii. Po raz trzeci z rzędu zwycięstwo odniósł Słoweniec Tadej Pogačar z grupy UAE Team Emirates[674].
- 30 września-8 października – 52. Mistrzostwa świata w gimnastyce sportowej w belgijskiej Antwerpii. Klasyfikację medalową wygrała reprezentacja Stanów Zjednoczonych. Drugie miejsce zajęli Japończycy, natomiast trzecie Chińczycy[675].
- 30 września-9 października – 22. edycja tenisowego turnieju WTA Masters 1000 China Open w Pekinie. W grze pojedynczej najlepsza okazała się Polka Iga Świątek, natomiast w deblu Czeszka Marie Bouzková i Hiszpanka Sara Sorribes Tormo[676].
- 2–8 października
  - 8. edycja snookerowego turnieju English Open w angielskim Brentwood. W finale Judd Trump pokonał Chińczyka Zhanga Andę 9:7. To drugi tytuł w karierze Anglika. Najwyższego brejka uzyskał Szkot John Higgins (145 punktów)[677].
  - 26. edycja dartowego turnieju World Grand Prix w angielskim Leicester. W finale Anglik Luke Humphries pokonał Walijczyka Gerwyna Price’a 5:2. Anglik uzyskał również najwyższy wynik w jednym podejściu (170 punktów)[678].
- 7–8 października
  - Mistrzostwa Świata w kolarstwie gravelowym we Włoszech. Wśród mężczyzn najlepszy okazał się Słoweniec Matej Mohori[679], natomiast u kobiet Polka Katarzyna Niewiadoma[680].
  - 3. edycja Motocross des Nations. Po tytuł mistrzowski sięgnęli reprezentanci Francji (w składzie: Romain Febvre, Tom Vialle i Maxime Renaux)[681].
- 8 października – 45. edycja Maratonu w Chicago. Po wygraną sięgnęli Kenijczyk Kelvin Kiptum[682] oraz Holenderka Sifan Hassna. Kiptum pobił rekord świata (przebiegł dystans w czasie 2 godzin i 35 sekund)[682], natomiast Hassan rekord Europy (pokonała dystans w czasie 2 godzin, 13 minut i 44 sekund)[683].
- 12–14 października – Kolarski wyścig kobiet Tour of Chongming Island w Chinach.
- 4–15 października – 12. edycja tenisowego turnieju ATP Masters 1000 Shanghai Masters w Szanghaju. W grze pojedynczej triumfował Polak Hubert Hurkacz[684], natomiast w deblu Hiszpan Marcel Granollers i Argentyńczyk Horacio Zeballos[685].
- 6–15 października – 14. Mistrzostwa Świata w siatkówce plażowej w Meksyku. Po tytuły mistrzowskie sięgnęli reprezentanci Czech (w składzie: Ondřej Perušič i David Schweiner) i Stanów Zjednoczonych (w składzie: Sara Hughes i Kelly Cheng)[686]. Polacy (w składzie: Bartosz Łosiak i Michał Bryl) wywalczyli brązowy medal[687].
- 9–15 października – 1. edycja snookerowego turnieju Wuhan Open w chińskim Wuhan. W angielskim finale Judd Trump pokonał Allistera Cartera 10:7[688].
- 15 października – Zakończył się 8. sezon Włoskiej Formuły 4. Po tytuł mistrzowski sięgnął Polak Kacper Sztuka oraz włoska ekipa Prema Racing[689].
- 17 października – Kolarski wyścig kobiet Tour of Guangxi w Chinach. Zwycięstwo odniósł Holender Milan Vader z holenderskiej grupy Team Jumbo-Visma. W klasyfikacji punktowej triumfował Belg Dries De Bondt (Alpecin-Deceuninck), w górskiej Duńczyk Frederik Wandhal (Bora-Hansgrohe), w młodzieżowej Brytyjczyk Ethan Hayter (Ineos Grenadiers), natomiast w drużynowej francuska grupa Cofidis[690].
- 14–21 października – 7. Mistrzostwa świata mikstów w curlingu w szkockim Aberdeen. W finale Szwedzi pokonali Hiszpanów 8:2. Brązowy medal wywalczyli reprezentanci Kanady, którzy wygrali z Norwegami 4:3[691].
- 8 września–28 października – 9. edycja Pucharu Świata w rugby union we Francji. W finale reprezentanci RPA pokonali Nowozelandczyków 12:11. To czwarty tytuł w historii tego kraju. Brązowy medal wywalczyli Anglicy, którzy wygrali z reprezentantami Argentyny 26:23. Najwięcej punktów zdobył Anglik Owen Farrell (75), natomiast najwięcej przyłożeń Nowozelandczyk Will Jordan (8)[692].
- 20–29 października – 12. Mistrzostwa świata w korfballu kobiet w Chińskim Tajpej. W finale Holenderki pokonały reprezentantki Chińskiej Tajpej 27:9. Brąz zdobyły Belgijki, które wygrały z Czeszkami 26:11. Królową strzelczyń została Holenderka Fleur Hoek (33)[693].
- 22–29 października – 8. edycja snookerowego turnieju Northern Ireland Open w Belfaście. W angielskim finale Judd Trump pokonał Chrisa Wakelina 9:3. Najwyższego brejka uzyskał Anglik Joe Perry (145 punktów)[694].
- 24–29 października
  - 26. Mistrzostwa Świata w karate w Budapeszcie. Klasyfikację medalową wygrała reprezentacja Japonii. Drugie miejsce zajęli Egipcjanie, natomiast trzecie Turcy[695].
  - 6. edycja tenisowego turnieju kobiet WTA Elite Trophy w chińskim Zhuhai. Brazylijka Beatriz Haddad Maia sięgnęła po tytuł w grze pojedynczej oraz podwójnej (wspólnie z Rosjanką Weroniką Kudiermietową[696].
- 26–29 października – 16. Mistrzostwa Europy w dartach w Belfaście. W finale Szkot Peter Wright pokonała Anglika Jamesa Wade’a 11:6. Najwyższy wynik w jednym podejściu uzyskał Anglik Chris Dobey (170 punktów)[697].
- 29 października
  - Zakończył się 36. sezon Mistrzostw Świata Superbike’ów. Tytuł mistrzowski w klasyfikacji kierowców obronił Hiszpan Álvaro Bautista, natomiast w klasyfikacji zespołowej włoska ekipa Aruba.it Racing – Ducati. Mistrzostwo konstruktorów wywalczyła włoska stajnia Ducati[698].
  - Zakończył się 27. sezon Mistrzostw Świata Supersportów. Po tytuł mistrzowski w klasyfikacji kierowców sięgnął Włoch Nicolò Bulega, natomiast w klasyfikacji zespołowej ekipa Althea Racing. Mistrzostwo konstruktorów zdobyła włoska stajnia Ducati[699].
  - 7. edycja turnieju Heritage Classic w hokeju na lodzie mężczyzn w kanadyjskim Edmonton. W finale zawodnicy Edmonton Oilers pokonali rywali z Calgary Flames 5:2[700].

## Listopad
- 25 października–1 listopada
  - 3. edycja FIDE Grand Swiss Tournament w szachach mężczyzn w brytyjskim Douglas na Wyspie Man. Najlepszy okazał się Hindus Vidit Gujrathi[701].
  - 2. edycja FIDE Grand Swiss Tournament w szachach kobiet w brytyjskim Douglas na Wyspie Man. Zwycięstwo odniosła Hinduska Rameshbabu Vaishali[702].
- 27 października–1 listopada – 119. edycja World Series w baseballu w amerykańskim Arlington, w stanie Teksas. W pojedynku do czterech zwycięstw lepsi okazali się zawodnicy Texas Rangers, którzy pokonali rywali z Arizona Diamondbacks 4:1. MVP turnieju został Amerykanin Corey Seager[703].
- 13 października-4 listopada – 1. edycja turnieju WXV w rugby union kobiet w Nowej Zelandii. Po tytuł mistrzowski sięgnęły reprezentantki Anglii, które pokonały Nowozelandki 33:12[704].
- 3-4 listopada – 40. Puchar Breedersa w jeździectwie w amerykańskiej Arcadii, w Kalifornii. Zwycięstwo odniósł Portorykańczyk Irad Ortiz Jr. na koniu White Abarrio[705].
- 4 listopada – Zakończył się 11. sezon Mistrzostw Świata w Wyścigach Długodystansowych. W głównej klasie Hypercar najlepsza okazała się załoga japońskiej stajni Toyota Gazoo Racing (w składzie: Szwajcar Sébastien Buemi, Nowozelandczyk Brendon Hartley i Japończyk Ryō Hirakawa). W kategorii LMP2 po wygraną sięgnęła belgijska ekipa Team WRT (w składzie: Polak Robert Kubica, Szwajcar Louis Delétraz i Angolczyk Rui Andrade). Drugie miejsce zajął polski zespół Inter Europol Competition (w składzie: Polak Jakub Śmiechowski, Hiszpan Albert Costa i Szwajcar Fabio Scherer). W kategorii LMGTE Am zwycięstwo odniosła amerykańska stajnia Covertte Racing (w składzie: Holender Nicky Catsburg, Amerykanin Ben Keating i Argentyńczyk Nicolás Varrone)[706]
- 29 października-5 listopada – 52. (49. w deblu) edycja kobiecego turnieju tenisowego WTA Finals, czyli nieoficjalnych Mistrzostw Świata w tenisie ziemny w meksykańskim Cancún. W grze pojedynczej triumf odniosła Polka Iga Świątek[707], natomiast w deblu Niemka Laura Siegemund i Rosjanka Wiera Zwonariowa[708].
- 30 października-5 listopada – 51. edycja Rolex Paris Masters ATP 1000 w Paryżu. W singlu najlepszy okazał się Serb Novak Đoković[709], natomiast w grze podwójnej Meksykanin Santiago González i Francuz Édouard Roger-Vasselin[710].
- 3-5 listopada
  - 72. Mistrzostwa Europy w judo we francuskim Montpellier. Klasyfikację medalową wygrała reprezentacja Francji. Drugie miejsce zajęli Azerowie, natomiast trzecie ex aequo Rosjanie i Serbowie[711]. Brązowy medal wywalczyła Polka Angelika Szymańska[712].
  - 21. Mistrzostwa Europy w kolarstwie przełajowym we francuskim Pontchâteau. Po tytuły mistrzowskie sięgnęli Belg Michael Vanthourenhout i Holenderka Fem van Empel[713].
- 5 listopada – 52. edycja Maratonu Nowojorskiego. Zwycięstwo odnieśli Etiopczyk Tamirat Tola i Kenijka Hellen Obiri[714].
- 7 listopada – 163. edycja Pucharu Melbourne w jeździectwie. Po wygraną sięgnął Nowozelandczyk James McDonald na francuskim koniu Gold Trip[715].
- 5–12 listopada – 9. edycja snookerowego turnieju International Championship w chińskim Tiencinie. W finale Chińczyk Zhang Anda pokonał Anglika Toma Forda 10:6. Maksymalnego brejka uzyskali Anda i Walijczyk Ryan Day (147 punktów)[716].
- 7–12 listopada
  - 60. edycja Pucharu Billie Jean Kinga, czyli nieoficjalnych Drużynowych Mistrzostw Świata w tenisie ziemnym kobiet w Sewilli. W finale Kanadyjki (w składzie: Marina Stakusic, Leylah Fernandez i Gabriela Dabrowski) pokonały Włoszki (w składzie: Martina Trevisan, Jasmine Paolini i Elisabetta Cocciaretto) 2:0[717]
  - 17. edycja IHF Super Globe, czyli Klubowych Mistrzostw Świata w piłce ręcznej mężczyzn w Arabii Saudyjskiej. W niemieckim finale szczypiorniści SC Magdeburg pokonali w dogrywce rywali z Füchse Berlin 34:32. To trzeci tytuł w historii tego klubu. Brązowy medal wywalczyli zawodnicy hiszpańskiej FC Barcelony, którzy wygrali z polską Industrią Kielce 33:30. MVP turnieju został Duńczyk Mathias Gidsel. Wyróżnieni zostali również jego rodacy, Hans Lidberg (prawoskrzydłowy) i Lasse Andersson (lewy rozgrywający), Islandczycy, Ómar Ingi Magnússon (prawy rozgrywający) i Janus Daði Smárason (środkowy rozgrywający), Serb Dejan Milosavljev (bramkarz), Francuz Dylan Nahi (lewoskrzydłowy) oraz Portugalczyk Luís Frade (obrotowy)[718][719].
- 9–12 listopada – 37. Mistrzostwa świata w skokach na trampolinie w brytyjskim Birmingham. Klasyfikację medalową wygrała reprezentacja Stanów Zjednoczonych. Drugie miejsce zajęli Brytyjczycy, natomiast trzecie Chińczycy[720].
- 5 października–19 listopada – 13. Mistrzostwa świata w krykiecie mężczyzn w Indiach. W finale Australijczycy pokonali Hindusów 241/4:240. To szóste mistrzostwo w historii tej reprezentacji. MVP turnieju i najwięcej wygranych biegów wywalczył Hindus Virat Kohli (765), natomiast najwięcej bramek zdobył jego rodak Mohammed Shami (24)[721].
- 11–19 listopada
  - 17. edycja dartowego turniejju Grand Slam of Darts w angielskim Wolverhampton. W angielskim finale Luke Humphries pokonał Roba Crossa 16:8. Najlepszy wynik w jednym podejściu uzyskało trzech zawodników - finaliści turnieju oraz Polak Krzysztof Ratajski[722].
  - 54. (49. w deblu) edycja ATP Finals, czyli nieoficjalnych Mistrzostw Świata w tenisie ziemnym mężczyzn we włoskim Turynie. W grze pojedynczej najlepszy okazał się Serb Novak Đoković (po raz siódmy)[723], natomiast w deblu Amerykanin Rajeev Ram i Brytyjczyk Joe Salisbury[724].
- 13–19 listopada – 13. edycja snookerowego turnieju Champion of Champions w angielskim Bolton. W finale reprezentant Irlandii Północnej Mark Allen pokonał Anglika Judda Trumpa. To drugi tytuł w karierze tego snookerzysty. Najwyższego brejka uzyskał Anglik Alister Carter (143 punkty)[725].
- 19 listopada
  - Zakończył się 51. sezon Rajdowych Mistrzostw Świata. Po raz drugi w karierze po tytuł mistrzowski sięgnął Fin Kalle Rovanperä. Siódme mistrzostwo konstruktorów wywalczyła japońska Toyota. Klasyfikację WRC-2 wygrał Norweg Andreas Mikkelsen, WRC-2 Challenger Polak Kajetan Kajetanowicz, WRC-3 Fin Roope Korhonen, natomiast Junior WRC Irlandczyk William Creighton[726][727].
  - 110. edycja Pucharu Greya w futbolu kanadyjskim w kanadyjskim Hamilton, w prowincji Ontario. W finale zawodnicy Montreal Alouettes pokonali rywali z Winnipeg Blue Bombers 28:24. To ósme mistrzostwo w historii tego klubu. MVP turnieju został Amerykanin Cody Fajardo[728].
- 16–20 listopada – 16. Mistrzostwa Świata w wushu w amerykańskim Fort Worth, w stanie Teksas. Klasyfikację medalową wygrała reprezentacja Chin. Drugie miejsce zajęli Wietnamczycy, natomiast trzecie reprezentanci Makau[729]
- 18–25 listopada – 49. Mistrzostwa Europy w curlingu w Szkocji. Po tytuły mistrzowskie sięgnęli Szkoci (po raz szesnasty)[730] i Szwajcarki (po raz siódmy)[731].
- 12–26 listopada – 111. edycja Pucharu Davisa, czyli nieoficjalnych Drużynowych Mistrzostw Świata w tenisie męskim w hiszpańskiej Maladze. W finale Włosi (w składzie: Jannik Sinner i Matteo Arnaldi) pokonali Australijczyków (w składzie: Alex de Minaur i Alexei Popyrin 2:0. To drugie mistrzostwo w historii tego kraju[732].
- 24–26 listopada – 15. edycja dartowego turnieju Players Championship Finals w angielskim Minehead. W finale Anglik Luke Humphries pokonał Holendra Michaela van Gerwena 11:9[733].

## Grudzień
- 28 listopada–2 grudnia – 6. edycja tenisowego turnieju Next Generation ATP Finals w arabskiej Dżuddzie. Po tytuł mistrzowski sięgnął Serb Hamad Medjedovic[734].
- 25 listopada-3 grudnia – 47. edycja snookerowego turnieju UK Championship w angielskim Yorku. W finale Ronnie O’Sullivan pokonał Chińczyka Ding Junhuia 10:7. To ósmy tytuł w karierze Anglika[735].
- 2-3 grudnia – 9. edycja World Taekwondo Grand Prix w brytyjskim Manchesterze. Klasyfikację medalową wygrała Chińczycy. Drugie miejsce zajęli reprezentanci Wielkiej Brytanii, natomiast trzecie Korei Południowej[736].
- 6-9 grudnia – 15. edycja snookerowego turnieju Shoot-Out w walijskim Swansea. W finale reprezentant Irlandii Północnej Mark Allen pokonał Chińczyka Cao Yupenga 65:4. Maksymalnego brejka uzyskał Anglik Shaun Murphy (147 punktów)[737].
- 2–10 grudnia
  - 2. Mistrzostwa Świata w dartach federacji WDF. Mistrzostwo wywalczyli Belg Andy Baetens i Angielka Beau Greaves[738].
  - 14. Mistrzostwa świata w unihokeju kobiet w Singapurze. W finale Szwedzi pokonali Finów 6:4. Brąz zdobyli reprezentanci Czech, którzy wygrali ze Szwajcarami 5:4. To jedyny tytuł w historii tego kraju. Szóste miejsce zajęły Polki[739].
- 4–10 grudnia – 44. edycja Pucharu Świata w tenisie stołowym w Chinach. Zwycięstwo odnieśli Chińczycy. Drugie miejsce zajęli reprezentanci Korei Południowej, natomiast trzecie Japonii[740].
- 5–10 grudnia – 26. Mistrzostwa Europy w pływaniu na krótkim basenie w rumuńskim Otopeni. W klasyfikacji medalowej najlepsi okazali się Brytyjczycy. Drugie miejsce zajęli Włosi, natomiast trzecie Francuzi[741].
- 6–10 grudnia – 18. edycja Klubowych Mistrzostw Świata w piłce siatkowej mężczyzn w Indiach. W finale siatkarze włoskiego Sir Safety Perugia pokonali zawodników brazylijskiego Itambé/Minas 3:0. Brązowy medal wywalczyli reprezentanci japońskiego Suntory Sunbirds, którzy wygrali z siatkarzami tureckiego Halkbank Ankara 3:2. To drugi tytuł w historii włoskiego klubu. MVP turnieju i najlepszym przyjmującym wybrany został Ukrainiec Ołeh Płotnycki. Pozostałe wyróżnienia otrzymali Włosi, Sebastián Solé (środkowy) i Simone Giannelli (rozgrywający), Brazylijczycy, Renan Michelucci (środkowy), Marcus Vinícius Coelho (przyjmujący) i Maique Nascimento (libero) oraz Rosjanin Dmitrij Muserski (atakujący)[742].
- 7–10 grudnia – 26. edycja Finału Grand Prix w łyżwiarstwie figurowym w Pekinie. Najlepszymi solistami zostali Amerykanin Ilia Malinin i Japonka Kaori Sakamoto, parą sportową reprezentanci Niemiec, Minerva Fabienne Hase i Nikita Volodin, natomiast parą taneczną reprezentanci Stanów Zjednoczonych, Madison Chock i Evan Bates[743].
- 10 grudnia – 10. Mistrzostwa Europy w biegach przełajowych w Brukseli. Klasyfikację medalową wygrała reprezentacja Wielkiej Brytanii. Drugie miejsce zajęli Francuzi, natomiast trzecie Norwedzy[744].
- 2–15 grudnia – 37. Mistrzostwa Świata w szybownictwie sportowym w australijskim Narromine. W klasie 15-metrowej po raz osiemnasty mistrzem świata został Polak Sebastian Kawa. W kategorii Standard triumfował Brytyjczyk Tom Arscott, natomiast w klasie Junior Australijczyk James Nugent[745].
- 16 grudnia – 1. Otwarte Mistrzostwa Europy w judo w kosowskiej Prisztinie. Wśród mężczyzn zwycięstwo odniósł Kosowianin Akil Gjakova, natomiast u kobiet Gruzinianka Eteri Liparteliani[746].
- 29 listopada–17 grudnia – 26. Mistrzostwa Świata w piłce ręcznej kobiet w Danii, Norwegii i Szwecji. W finale Francuzki pokonały Norweżki 31:28. To trzeci tytuł w historii tej reprezentacji. Brązowy medal wywalczyły Dunki, które wygrały ze Szwedkami 28:27. Najbardziej wartościową zawodniczką turnieju został Norweżka Henny Reistad, natomiast królową strzelczyń Czeszka Markéta Jeřábková (63 bramki)[747].
- 10–17 grudnia – Mistrzostwa Świata w ulicznym skateboardingu w Tokio. Po tytuły mistrzowskie sięgnęli Francuz Aurelien Giraud i Brazylijka Rayssa Leal[748].
- 13–17 grudnia
  - 16. edycja Klubowych Mistrzostw Świata w piłce siatkowej kobiet w Hangzhou. W tureckim finale siatkarki Eczacıbaşı Dynavit pokonały rywalki z VakıfBank SK 3:2. Brązowy medal wywalczyły zawodniczki chińskiego Tianjin Bohai Bank, które wygrały z oponentkami z brazylijskiego Praia Clube 3:1. MVP i najlepszą atakującą turnieju została Serbka Tijana Bošković. Pozostałe wyróżnienia otrzymały Turczynki, Elif Şahin (rozgrywająca), Ayça Aykaç (libero) i Zehra Güneş (środkowa), Brazylijka Gabriela Braga Guimarães (przyjmująca) oraz Chinka Li Yingying (przyjmująca)[749].
  - 6. edycja BWF World Tour Finals w badmintonie w Hangzhou. W grze pojedynczej najlepsi okazali się Duńczyk Viktor Axelsen i reprezentantka Chińskiej Tajpej Tai Tzu-ying. W deblu triumf odnieśli reprezentanci Korei Południowej, Kang Min-hyuk i Seo Seung-jae oraz Chinki, Chen Qingchen i Jia Yifan. W grze mieszanej po wygraną sięgnęli Chińczycy, Zheng Siwei i Huang Yaqiong[750].
- 12–22 grudnia – 20. edycja Klubowych Mistrzostw Świata w piłce nożnej w Arabii Saudyjskiej. W finale piłkarze Manchesteru City rywali z brazylijskiego Fluminense 4:0. Brązowy medal wywalczyli reprezentanci egipskiego Al-Ahly, którzy wygrali z oponentami z japońskiej Urawy Red Diamonds 4:2. Najbardziej wartościowym zawodnikiem turnieju został Hiszpan Rodri. Najwięcej bramek strzelili Argentyńczyk Julián Álvarez, Francuz Karim Benzema i Tunezyjczyk Ali Maâloul (2 bramki)[751].
- 26–28 grudnia – 11. Mistrzostwa Świata w szachach szybkich w uzbekistańskiej Samarkandzie. Po tytuły mistrzowskie sięgnęli Norweg Magnus Carlsen i Rosjanka Anastasija Bodnaruk[752].